# Barrera hematoencefàlica

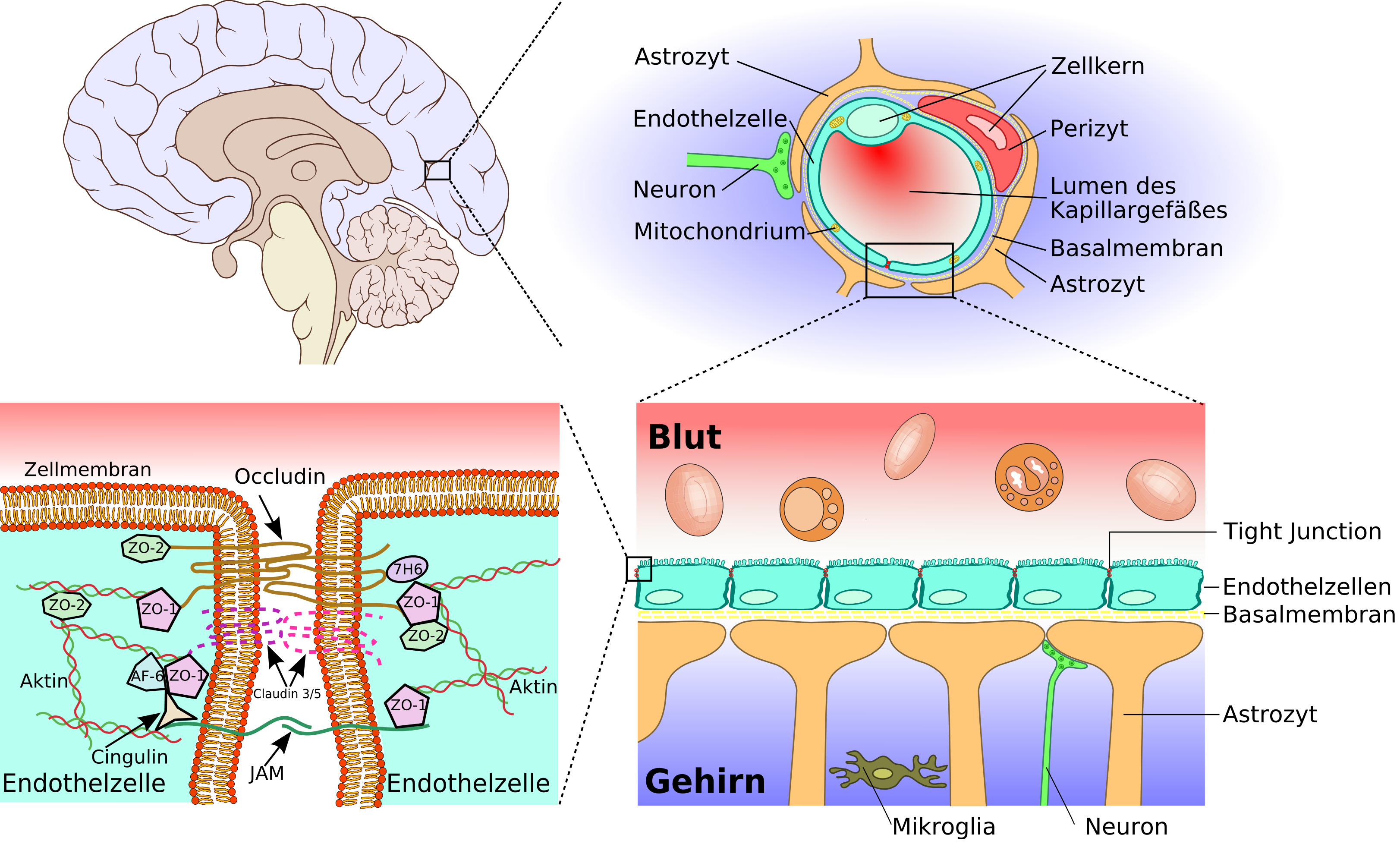
Representació esquemàtica de la barrera hematoencefàlica

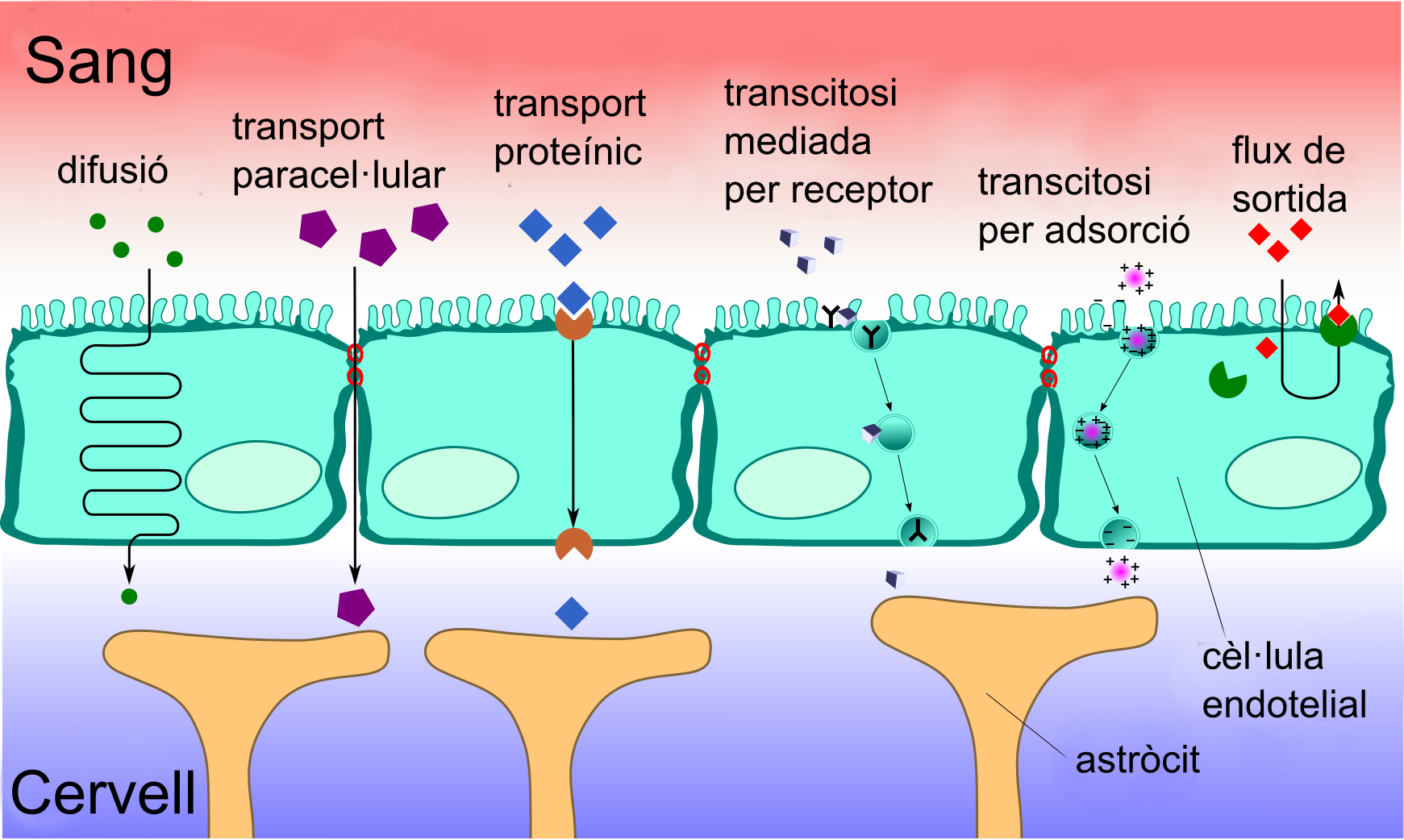
Diferents tipus de transport de substàncies a través de la barrera hematoencefàlica

La barrera hematoencefàlica (BHE) és un sistema cel·lular especialitzat present al cervell de tots els tetràpodes (vertebrats terrestres), que separa la sang sistèmica circulant del fluid extracel·lular cerebral en el sistema nerviós central (SNC). Serveix per mantenir l'homeòstasi del cervell, gràcies a la seva permeabilitat, altament selectiva, que permet el pas dels nutrients necessaris i l'expulsió dels residus. Aquest procés dinàmic de subministrament i d'eliminació es produeix mitjançant una varietat de mecanismes de transport actiu reguladors de l'entrada i la sortida de les molècules. Les cèl·lules endotelials, que estan connectades entre si per unions estretes –amb una resistivitat elèctrica extremadament alta, de com a mínim 0.1 Ω⋅m– i que recobreixen l'interior dels capil·lars cerebrals són components essencials d'aquesta barrera. Els astròcits, els perícits, els macròfags perivasculars i una gruixuda membrana basal també són elements necessaris per a formar-la.
La barrera hematoencefàlica protegeix el cervell dels agents patògens, de toxines i de substàncies de gran pes molecular presents a la sang. D'altra banda, aquesta funció de protecció cerebral complica el tractament farmacològic de moltes malalties neurològiques perquè nombroses molècules actives no poden creuar la barrera hematoencefàlica. La investigació sobre la manera de superar la barrera hematoencefàlica és molt actual. Poques malalties són específiques de la barrera hematoencefàlica, si bé pot ser afectada per moltes malalties generals. Un dany de la barrera hematoencefàlica és una complicació molt seriosa.
Les primeres investigacions que identificaren l'existència d'aquesta barrera les va fer Paul Ehrlich el 1885. El concepte "barrera" com impediment del pas de substàncies des de la sang circulant al líquid cefalorraquidi i els primers ets i uts sobre la seva permeabilitat es deuen a Lina Stern i als seus treballs dels anys 1920-1921. La prova definitiva de la seva existència no es va obtenir fins al 1967 mitjançant estudis de microscòpia electrònica de transmissió.

## Funcions

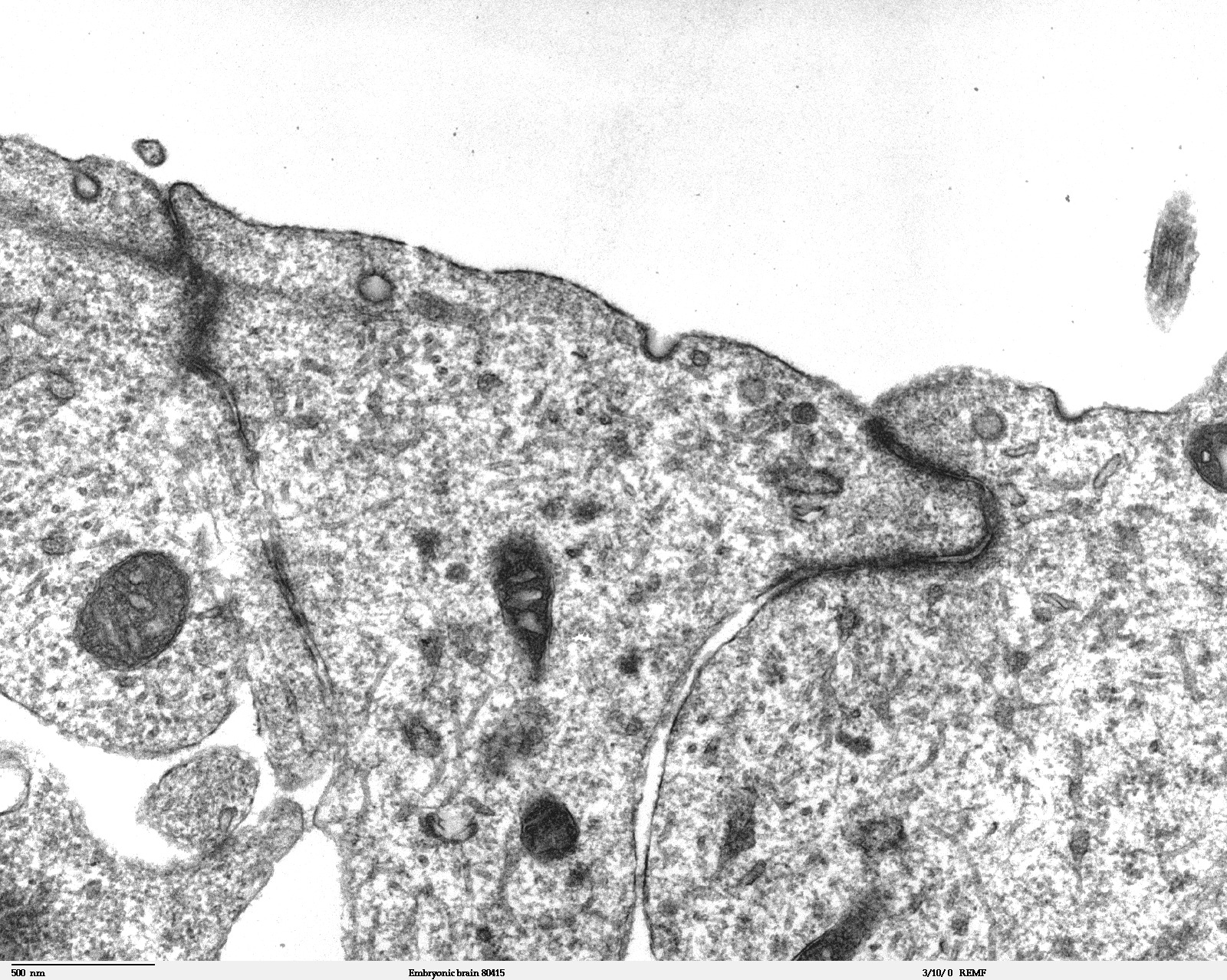
Visió per microscopi electrònic de transmissió d'un tall del telencèfal d'un embrió de ratolí de 11,5 díes. En la part superior, en blanc, la llum d'un capil·lar. Les cèl·lules endotelials estan connectades per unions estretes (línies fosques). Més avall es veuen les unions adherents. L'amplada de la imatge és d'uns 4,2 µm

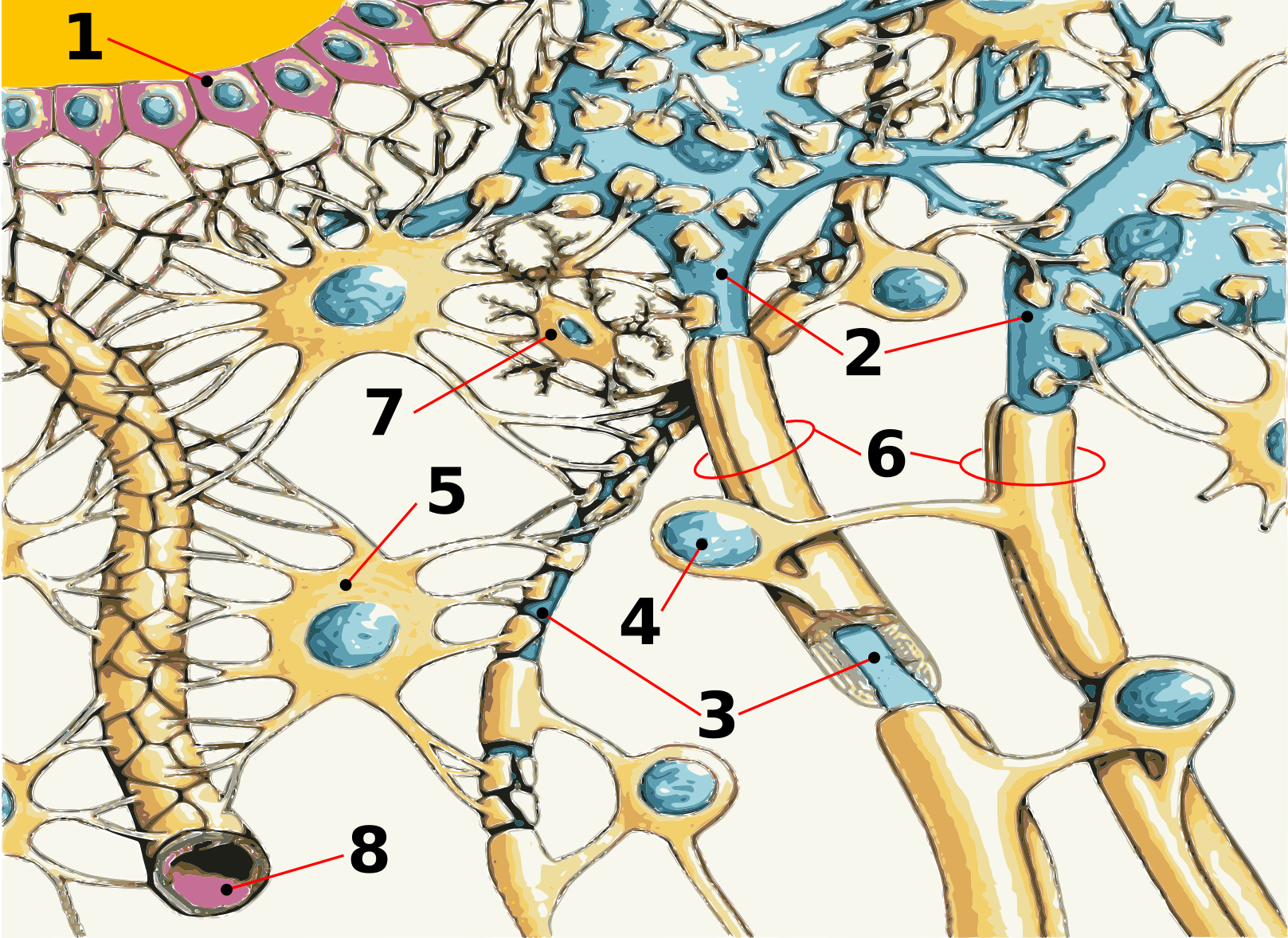
Representació esquemàtica d'un teixit nerviós: 1) Conducte ependimari, 2) Neurona, 3) Axó, 4) Cèl·lula de Schwann, 5) Astròcit, 6) Mielina, 7) Micròglia, 8) Capil·lar

En els éssers humans, el cervell representa aproximadament el 2% del pes corporal. No obstant això, els seus requisits d'energia són aproximadament el 20% del total. A diferència d'altres òrgans del cos, el cervell té molt poques reserves d'aliments i oxigen. Les cèl·lules nervioses no poden satisfer les seves necessitats d'energia de manera anaeròbica, és a dir, sense cap mena de subministrament primari d'oxigen. Per tant, una interrupció del subministrament de sang al cervell provoca, després de 10 segons, una síncope (pèrdua de consciència) i -uns minuts més tard- les cèl·lules nervioses comencen a morir. Depenent de l'activitat en cada àrea del cervell, les diferències entre les seves necessitats d'energia i les reserves disponibles poden ser molt grans. Per ajustar les entrades a les necessitats, cada àrea és capaç de regular per si mateixa el subministrament essencial de sang. Les funcions cerebrals complexes estan relacionades amb processos electroquímics i bioquímics molt sensibles, que han de desenvolupar-se en un medi intern homeostàtic, lliure de qualsevol pertorbació. Per exemple: les oscil·lacions de pH de la sang no han d'afectar el cervell. De la mateixa manera, canvis en la concentració de potassi canviarien el potencial de membrana de les cèl·lules nervioses. Els neurotransmissors transportats per la sang dels vasos no han d'entrar en el sistema nerviós central, ja que alteren greument el funcionament de les seves sinapsis. A més, les neurones són incapaces de regenerar-se en cas de dany a causa de variacions del medi. En última instància, el cervell -com a òrgan de control central- ha de ser protegit de la influència de substàncies estranyes al cos, com ara xenobiòtics o agents patògens. La gran impermeabilitat de la barrera hematoencefàlica contra patògens, anticossos i leucòcits fa que sigui una "barrera immunològica".
D'altra banda, a causa del fort consum energètic del cervell -en comparació amb altres òrgans- les quantitats de residus bioquímics són molt elevades i s'han d'eliminar a través de la barrera hematoencefàlica.
Per dur a terme totes aquestes funcions (alimentació, eliminació i homeòstasi), el circuit dels vasos sanguinis cerebrals dels vertebrats presenta –en comparació amb els vasos perifèrics– tota una sèrie de diferències estructurals i funcionals. Aquestes diferències comporten una separació entre el cervell i l'espai extracel·lular que l'envolta, fet essencial per a la protecció del sensible teixit neuronal i per obtenir un medi intern estable.
Els canvis en el funcionament de la barrera hematoencefàlica causen alteracions del sistema nerviós central i poden provocar disfuncionalitats o malalties. Com a resultat, un cert nombre de trastorns neurològics està més o menys directament relacionat amb la barrera hematoencefàlica.

## Formació de la barrera hematoencefàlica
La primera fase del desenvolupament de la BHE comença amb les comunicacions inicials de l'endoteli embrionari amb les cèl·lules neurals. La BHE madura durant la vida fetal i està completament conformada en el moment del naixement. El desenvolupament de l'endoteli vascular es deu a un conjunt de processos neuroepitelials de transducció de senyal per la via de la Wnt/β-catenina que indueixen la creació d'un sistema vascular específic pel SNC i l'especialització de la BHE. Alteracions del factor de creixement de l'endoteli vascular neural provoquen compromisos estructurals en la barrera que poden causar la mort de l'embrió.
Les unions estretes de la BHE es formen precoçment. En els humans, el cervell d'un fetus de 14 setmanes expressa la mateixa distribució de l'ocludina i la claudina-5 en l'endoteli dels seus capil·lars que la que presenta un cervell adult. Estudis en morts perinatals i en morts fetals intrauterines de 12 setmanes de gestació demostren que existeix una barrera al pas de blau tripan des de -com a mínim- l'inici del segon trimestre, equivalent a la que s'observa en una persona adulta. Alguns mamífers (com ara la rata o el ratolí) poden néixer en un estat de relativa immaduresa i arribar a la funcionalitat completa de la BHE només en el període peri/postnatal.

## Anatomia
L'element primordial de la barrera hematoencefàlica està format per cèl·lules endotelials i les seves unions estretes. Si bé, dos tipus més de cèl·lules també són rellevants tant des del punt de vista funcional com des del seu desenvolupament embrionari: els perícits i els astròcits. Les interaccions entre les cèl·lules endotelials, els perícits i els astròcits són més amples que les que tenen tots els altres tipus de cèl·lules. Aquests tres grups de cèl·lules junts formen la barrera hematoencefàlica de la majoria dels vertebrats, altrament anomenada barrera hematoencefàlica cel·lular. Molts invertebrats no tenen aquesta barrera. Alguns d'ells (insectes, crustacis, cefalòpodes) posseeixen mecanismes de protecció del teixit nerviós més primitius, coneguts com a "barrera hematoencefàlica glial". La BHE de la Drosophila melanogaster la formen diferents capes d'elements glials amb unions septades localitzades als llocs d'unió dels filaments d'actina i que presenten diferents tipus de claudines. En aquests dípters, dita forma de barrera és la que separa el seu sistema nerviós de l'hemolimfa. La impermeabilitat de la BHE de la sèpia (un cefalòpode amb un complicat cervell paraesofàgic bipartit i líquid intersticial intracerebral) és semblant a la dels mamífers.

### Endoteli
Els capil·lars estan coberts - com tots els vasos perifèrics - de cèl·lules endotelials. En el cervell, tenen una estructura segellada particular. El nombre de mitocondris és d'aproximadament 5 a 10 vegades més gran que en els capil·lars perifèrics, a causa de l'energia requerida per dur a terme el transport actiu de nutrients a través de les cèl·lules. Les cèl·lules endotelials presenten a les seves membranes unes proteïnes especialitzades (certes aquaporines) que regulen i canalitzen el flux d'aigua, controlant la quantitat d'aquesta en el cervell. El nivell de segellat de la barrera pot ser quantificat per la seva resistència elèctrica. En una rata adulta, la resistència dels microvasos cerebrals s'eleva a aproximadament 2000 Ω⋅cm². En els capil·lars musculars, és només al voltant de 30 Ω⋅cm². L'estudi del transcriptoma de les cèl·lules endotelials de ratolins ha permés descobrir nous enzims metabòlics, components de senyal i transportadors, fent possible entendre millor les funcions d'aquests cèl·lules i les seves complexes interaccions amb diferents tipus de cèl·lules neurals i hematògenes.

#### Les unions estretes

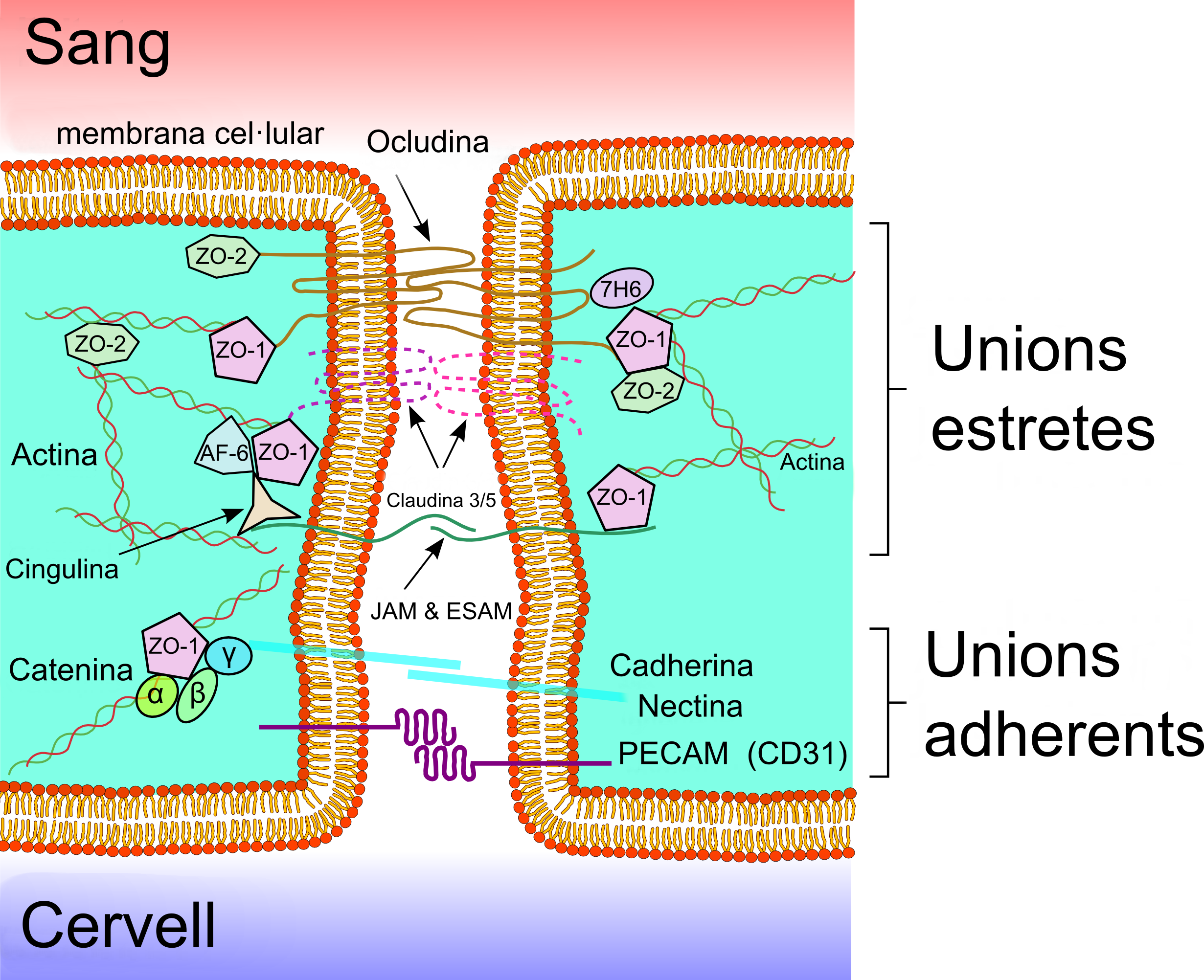
De dalt a baix: sang, cèl·lules endotelials amb unions estretes i unions adherents, i cervell. No es mostren els perícits i els astròcits

Les cèl·lules endotelials estan unides per forts enllaços anomenats unions estretes que fan gairebé impermeable l'espai entre cadascuna d'elles i redueixen al màxim el pas de la barrera per via paracel·lular. Les formen diverses varietats de proteïnes de membrana, amb la finalitat d'assegurar-ne el segellat: ocludines, claudines, proteïnes JAM (en anglès: Junctional Adhesion Molecules) i proteïnes Tjp-ZO (en anglès: Tight junction protein-Zonula Occludens). Un considerable nombre de patologies del SNC es relaciona amb alteracions en l'expressió de les proteïnes que conformen les unions estretes.

#### Làmina basal
Les cèl·lules endotelials estan totalment envoltades per una doble capa proteïnica, la làmina basal. Aquesta capa doble és resistent, d'uns 40 a 50 nm. de gruix i només visible amb microscopi electrònic.
Es compon principalment de col·lagen tipus IV, proteoglicans, laminina, fibronectina i altres proteïnes de la matriu extracel·lular. La làmina basal està vorejada per la membrana plasmàtica dels peus terminals dels astròcits.

### Perícits
Els perícits (antigament anomenats cèl·lules de Rouget) són petites cèl·lules de cos oval, que cobreixen un total d'un 20% de la superfície exterior dels capil·lars, fermament ancorades a les cèl·lules endotelials. Tenen un nucli arrodonit i prominent i llargues prolongacions citoplasmàtiques que es ramifiquen en branques secundàries i terciàries que abracen la paret vascular. A diferència de les cèl·lules endotelials, els perícits tenen grans vacúols i lisosomes d'aspecte granular i un alt contingut de fosfatasa àcida. Expressen antígens de superfície, en especial α-actina de múscul llis, que faciliten la seva identificació immunohistoquímica. Hi ha, almenys, tres formes de connexió entre aquests dos tipus de cèl·lules: canals comunicants (que comuniquen directament els citoplasmes cel·lulars i permeten l'intercanvi iònic i de petites molècules), adherències focals i invaginacions (plecs a les membranes semblants a un endoll mascle-femella). Els perícits tenen tres funcions principals: 
- Modular la secció capil·lar segons sigui necessari, acció permesa pel seu alt contingut en actina, fet que fa possible als perícits exercir una força motriu sobre la paret dels capil·lars (vasoconstricció/vasodilatació).[36]
- Actuar com a elements fagocitaris, ja que són considerats una forma precursora dels macròfags cerebrals, propietat especial que els permet intervenir com a segona línia de defensa contra els atacs que provenen de la circulació sanguínia. En models de disrupció crònica de la BHE s'ha vist que les propietats fagocítiques dels perícits ajuden a eliminar proteïnes plasmàtiques circulants que normalment no estan presents al cervell, com ara fibrina, albúmina o immunoglobulines. En models de lesió aguda cerebral fagociten les restes cel·lulars del teixit destruït.[37] A més, actuen com moduladors de la resposta neuroinflamatòria.[38]
- Regular la divisió i la diferenciació cel·lular de les cèl·lules endotelials.[39] En particular, tenen un paper important en la formació de nous vasos sanguinis (angiogènesi).[40][41]

S'ha demostrat in vivo la capacitat dels perícits d'interactuar entre ells i remodelar-se dinàmicament per mantenir la funcionalitat de la BHE. Durant l'embriogènesi, les relacions entre els perícits i les cèl·lules endotelials de la BHE en formació són crítiques i qualsevol modificació que les alteri pot comportar a posteriori una BHE disfuncional.
A causa de l'important paper que juguen els perícits en la BHE, la neteja de la beta amiloide, el control del dany neuronal i el manteniment del flux sanguini del cervell, s'estan convertint en un objectiu de particular interès pel disseny de possibles tractaments contra diverses malalties del SNC, com ara la d'Alzheimer.

### Astròcits

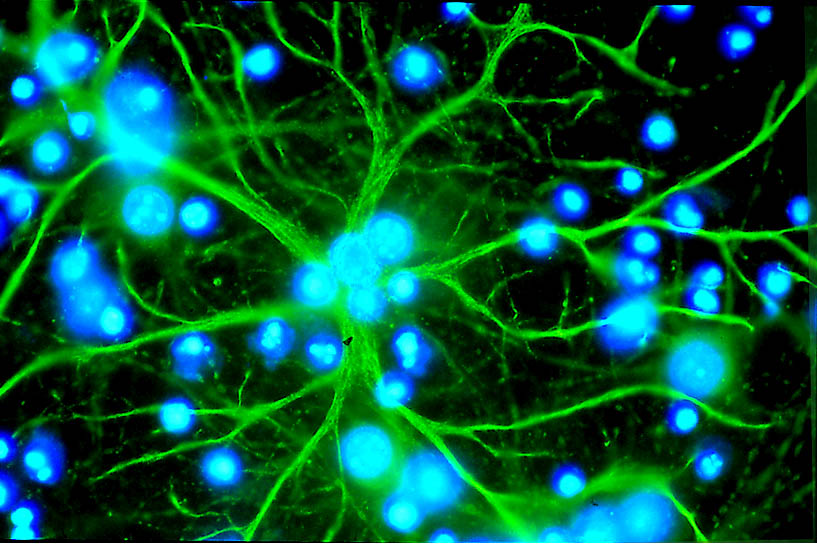
Un astrocit (en verd) en un cultiu cel·lular

Els astròcits són cèl·lules estrellades, significativament més grans que els perícits. Cobreixen els capil·lars cerebrals en un 99%, amb els seus peus (prolongacions terminals) entrecreuats formant una filigrana característica (en roseta). Les interaccions entre les cèl·lules endotelials i els astròcits tenen lloc en ambdues direccions. Les hormones alliberades des dels astròcits modulen la permeabilitat endotelial. En sentit contrari, les citocines secretades per les cèl·lules endotelials indueixen la diferenciació astrocitària. La distància entre els peus astrocitaris, les cèl·lules endotelials i els perícits és només de 20 nm.
Les seves funcions més importants són: 
- La modulació ràpida de la permeabilitat de les cèl·lules endotelials.
- L'alimentació de les neurones.
- La regulació del medi extracel·lular.
- La síntesi de colesterol que no pot creuar la barrera hematoencefàlica, el qual és necessari per a formar la mielina de les beines dels axons neuronals i que ha de sintetitzar-se in situ.[48]

Els astròcits també secreten factors angiogènics, com ara el factor de creixement de l'endoteli vascular necessari per la correcta formació, organització i supervivència dels vasos de la BHE embrionària; o les angiopoietines, les quals tenen un important paper en el procés d'estructuració de la barrera.

### Zones sense barrera hematoencefàlica
Tots els capil·lars cerebrals no formen part de la barrera hematoencefàlica. Les zones del cervell que secreten hormones i aquelles que tenen funcions sensorials -per exemple, les àrees receptores de certes hormones peptídiques- han de romandre en comunicació amb el torrent sanguini.
Hi ha sis òrgans circumventriculars privats de barrera hematoencefàlica. L'epífisi, la neurohipòfisi, l'eminència mediana hipotalàmica, l'área postrema, l'òrgan subfornical i l'òrgan vascular de la làmina terminal hipotalàmica. Aquestes regions estan envoltades per tanícits, cèl·lules semblants als ependimòcits que tapissen el conducte ependimari i separen el cervell del líquid cefalorraquidi, però amb unions estretes molt estanques.

## Barrera hemato-líquid cefalorraquidi
A més de la barrera hematoencefàlica, hi ha una segona barrera entre la sang i el sistema nerviós central: la barrera hemato-líquid cefalorraquidi (LCR, a vegades anomenat líquid cerebroespinal per influència del terme en anglès). Aquesta barrera està formada per les cèl·lules epitelials i les unions estretes dels plexes coroides. La barrera hemato-LCR també té una participació en l'homeòstasi del cervell. Permet el subministrament de vitamines, nucleòtids i glucosa, encara que la seva contribució al transport de substàncies en el cervell és molt baixa i totalment insuficient per cobrir les necessitats de nutrients i d'oxigen. La superfície d'intercanvi dels capil·lars intracerebrals de la barrera hematoencefàlica és 5000 vegades més gran que la dels plexes coroides, tot i ser aquestes unes estructures molt capil·laritzades. A més d'aquestes dues barreres, tan importants per al sistema nerviós central, es troben en el cos altres barreres ultraselectives similars que controlen l'intercanvi de substàncies amb la sang. Per exemple: 
- La barrera hemato-placentària.[60]
- La barrera entre la sang i els túbuls seminífers, assegurada per les unions estretes entre les cèl·lules de Sertoli.[61]
- La barrera entre la sang i l'orina (barrera de filtratge glomerular).
- La barrera entre la sang i el tim, destinada a protegir les cèl·lules T de qualsevol contacte amb els antígens durant la seva maduració.[62]
- La barrera alveolo-capil·lar dels pulmons, que controla l'intercanvi gasós.[63]

## Processos de transport a la barrera hematoencefàlica
La barrera hematoencefàlica ha de garantir —malgrat les seves condicions d'estanquitat— la protecció del cervell, el transport d'aliments i oxigen i l'eliminació dels residus.

### Transport paracel·lular
Als capil·lars perifèrics, el transport de substàncies cap als òrgans i els músculs té lloc a través de les fenestracions i els espais intercel·lulars. En un endoteli cerebral sa, les unions estretes tanquen les cèl·lules entre elles d'una forma quasi hermètica. Els capil·lars cerebrals només permeten el transport transmembrana, que pot ésser regulat millor que el transport paracel·lular. Tan sols molècules petites i polars (com les d'aigua, glicerina o urea) poden passar a través de les esmentades unions estretes.

### Difusió lliure

Representació esquemàtica del procés de difusió a la membrana cel·lular. Amb el pas del temps, la concentració tendeix a igualar-se

La forma més simple és la difusió lliure o passiva, que tendeix a equilibrar la concentració o el potencial químic de substàncies. No requereix energia. El cabal és proporcional a la diferència de potencial i no és controlable per les cèl·lules. Les molècules petites (de baixa massa molecular/molar) poden travessar la membrana a través de forats corresponents a deformacions locals en les cadenes de fosfolípids que constitueixen la membrana. Els forats són mòbils, i poden així acompanyar a la molècula en el seu camí a través de la membrana. També cal que la molècula en qüestió tingui una afinitat raonable per als lípids. Aquest procés, doncs, està relacionat essencialment amb les petites molècules lipòfiles (hidròfobes).

### Permeabilitat per canals

Representació esquemàtica del transport facilitat (les tres figures de la dreta). A l'esquerra, comparació amb el transport per canal

Les petites molècules polars com ara l'aigua, no es poden difondre pràcticament a través de les membranes mitjançant el procés abans descrit. A la membrana cel·lular es troben un gran nombre de proteïnes que exerceixen el paper de canals especialitzats per al pas de l'aigua: les aquaporines. Elles ofereixen una gran permeabilitat a l'aigua en ambdues direccions, segons la diferència de pressió osmòtica. Hi ha molts altres tipus de canals, més o menys especialitzats, que poden ser oberts o tancats sota la influència dels agents físics. Però tots aquests canals són passius: quan estan oberts, deixen passar les molècules apropiades en la direcció de les concentracions d'equilibri.

### La difusió facilitada
Molècules vitals, com la glucosa i alguns aminoàcids no poden passar a través dels canals. És per això que els transportadors proteïcs de membrana -adaptats a les diferents molècules necessàries- traspassen la membrana cel·lular. Aquest és el cas dels transportadors GLUT1, MCT1 (en anglès: Monocarboxylic acid transporter 1) o CHT1 (en anglès: Choline transporter 1), pertanyents a la família de transportadors de solut. Les proteïnes de transport de membrana poden funcionar com uniportadores (una molècula alhora), com simportadores (dos o més molècules en la mateixa direcció) o com antiportadores (dos o més molècules en direccions oposades).

### Transport actiu
Els transports descrits anteriorment no requereixen la despesa de cap reserva energètica per part de la cèl·lula. Però hi ha substàncies que han de ser transportades contra un gradient de concentració. Aquest fet necessita un consum d'energia (de trifosfat d'adenosina o ATP) que impulsi un sistema de transport actiu o "bomba". El transport des de la sang cap al cervell es denomina "flux d'entrada" i en sentit invers, "flux de sortida". La  glicoproteïna P -codificada pel gen ABCB1- fou el primer transportador de "flux de sortida" identificat a la barrera. S'ha observat una sobrexpressió de la glicoproteïna P a la barrera en algunes malalties neurodegeneratives. Dintre de la superfamília dels transportadors ABC (en anglès: ATP-Binding Cassette) s'han identificat, per exemple, els MRP1, MRP3, MRP4 (en anglès: Multidrug resistance protein 4), MRP5 (Multidrug resistance protein 5) i BCRP (en anglès: Breast cancer resistance protein). Aquesta família té un paper important a l'hora de limitar el pas per la BHE dels fàrmacs de molècula petita. De la família dels transportadors de soluts es poden destacar els OAT3 (en anglès: Organic anion transporter 3), OATP-A (en anglès: Organic anion transporter polypeptide A) o TAUT (en anglès: Taurine transporter). Alguns d'aquests mecanismes de transport són molt específics i identifiquen les molècules per la seva forma, distingint així entre les formes enantiòmeres esquerra i dreta. Per exemple, la D-asparagina és un element necessari per a la formació de certes hormones i compta amb un sistema de transport actiu de flux d'entrada. Per contra, la L-asparagina és un aminoàcid estimulant i una acumulació en el cervell seria perjudicial, eliminant-se per un sistema de transport actiu de flux de sortida.
Els sistemes actius de flux de sortida solen ser poc específics, ja que la seva funció és eliminar deixalles a vegades impredictibles. Encara no han estat clarament identificats totes les modalitats d'aquests tipus de transports.

### Transport vesicular

Comparació entre la fagocitosi, pinocitosi i l'endocitosi del receptor

Les molècules grans o -fins i tot- agregats de molècules, que no poden usar les proteïnes de transport de membrana, s'incorporen a la cèl·lula endotelial per endocitosi: la membrana plasmàtica es deforma formant una concavitat que envolta l'objecte a incorporar. A continuació, se solden les vores de la deformació i la membrana recupera la seva integritat, quedant l'objecte tancat dintre d'una vesícula. La vesícula pot passar a través de la cèl·lula, obrir-se en el costat oposat per un mecanisme invers i alliberar el seu contingut. Aquest procés s'anomena transcitosi.
- Transcitosi de recepció.

Hi pot haver receptors específics a la membrana que s'uneixen a una molècula diana; aquest mecanisme de transcitosi per mitjà de receptors permet que la vesícula sigui identificada, transportada i descarregada. És el cas d'algunes macromolècules –com ara les lipoproteïnes de baixa densitat (LDL), necessàries per al transport de colesterol–, la insulina i altres hormones peptídiques.
- Transcitosi per adsorció

En aquest model de transport (en anglès: Adsorptive-Mediated Transcytosis o AMT), la selecció es realitza per la càrrega elèctrica: les concavitats de la membrana de les cèl·lules endotelials -carregada negativament- absorbeixen les molècules carregades positivament (cations), com pèptids o proteïnes amb un punt isoelèctric superior al pH del medi, i les transporten a través del citoplasma. D'aquí que aquest tipus de transport rebi el nom alternatiu de "portador catiònic". Permet un rendiment més gran que la transcitosi de recepció i condiciona l'entrada al cervell de determinats compostos, com ara els antipalúdics dicatiònics.
Taula amb els principals transportadors a la barrera hematoencefàlica:
| Transportador                    | Nom anglès                               | Gen     | Locus gen   | Família                        | Ref.   |
| Difusió facilitada               |                                          |         |             |                                |        |
| GLUT1                            | glucose transporter 1                    | SLC2A1  | 1 p35-p31.3 | Transportadors de soluts (SLC) | [ 78 ] |
| LAT1                             | large neutral amino acid transporter 1   | SLC7A5  | 16 q24.3    | SLC                            | [ 78 ] |
| CAT1                             | cationic amino acid transporter 1        | SLC7A1  | 13 q12.3    | SLC                            | [ 78 ] |
| MCT1                             | monocarboxylic acid transporter 1        | SLC16A1 | 1 p13.2-p12 | SLC                            | [ 78 ] |
| CNT2                             | concentrative nucleoside transporter 2   | SLC28A2 | 15 q15      | SLC                            | [ 78 ] |
| CHT1                             | choline transporter 1                    | SLC5A7  | 2 q12       | SLC                            | [ 78 ] |
| NBTX                             | nucleobase transporter                   | ?       | ?           |                                | [ 78 ] |
| Transport actiu                  |                                          |         |             |                                |        |
| MDR1                             | P-Glycoprotein                           | ABCB1   | 1 q21.1     | Transportadors ABC             | [ 71 ] |
| MRP1                             | multidrug resistance protein 1           | ABCC1   | 16 p13.1    | ABC                            | [ 71 ] |
| MRP3                             | multidrug resistance protein 3           | ABCC3   | 17 q22      | ABC                            | [ 71 ] |
| MRP4                             | multidrug resistance protein 4           | ABCC4   | 13 q32      | ABC                            | [ 71 ] |
| MRP5                             | multidrug resistance protein 5           | ABCC5   | 3 q27       | ABC                            | [ 71 ] |
| BCRP                             | breast cancer resistance protein         | ABCG2   | 4 q22       | ABC                            | [ 71 ] |
| OAT3                             | organic anion transporter 3              | SLC22A8 | 11          | SLC                            | [ 12 ] |
| OATP-A                           | organic anion transporter polypeptide A  | SLC21A3 | 12 p12      | SLC                            | [ 12 ] |
| OATP3A1                          | organic anion transporter polypeptide 3  | SLCO1A2 | 15 q26      | SLC                            | [ 12 ] |
| EAAT1                            | excitatory amino acid transporter 5      | SLC1A3  | 5 p13       | SLC                            | [ 12 ] |
| TAUT                             | taurin transporter                       | SLC6A6  | 3 p25-q24   | SLC                            | [ 12 ] |
| Transport per mitjà de receptors |                                          |         |             |                                |        |
| INSR                             | Insulin receptor                         | INSR    | 19 p13.2    |                                | [ 78 ] |
| TFR1                             | transferrin receptor                     | TFRC    | 3 q29       |                                | [ 78 ] |
| IGF1R                            | insulin-like growth factor 1 receptor    | IGF1R   | 15 q25-q26  |                                | [ 78 ] |
| LEPR                             | leptin receptor                          | LEPR    | 1 p31       |                                | [ 78 ] |
| FCGRT                            | Fc fragment of IgC, receptor transporter | FCGRT   | 19 q13.3    |                                | [ 78 ] |
| SCARB1                           | scavenger receptor class B 1             | SCARB1  | 12 q24.31   |                                | [ 78 ] |

La interacció entre els transportadors SLC i els ABC és primordial per protegir el cervell de les substàncies xenobiòtiques.

## Mesura i representació de la permeabilitat de la barrera hematoencefàlica
Com s'indica a la secció anterior, els processos de transport de substàncies a través de la barrera hematoencefàlica són variats, tant com per la naturalesa de la substància a transportar com per la direcció en la qual s'efectua el transport. No obstant això, és essencial per a la medicina i la farmàcia introduir a l'organisme fàrmacs cerebrals (psicotròpics), o evitar l'entrada de tòxics destinats, per exemple, a altres òrgans. La forma d'estudi més tradicional és fer proves in vivo en animals i després en humans (assaigs clínics), però es poden dur a terme experiments in vitro o in silico (simulacions d'ordinador), més senzills de fer.

### Base física
Un model teòric simplificat, basat en un únic capil·lar, fou desenvolupat per Renkin (1959) i Crone (1965) i modificat després per altres investigadors. El resultat s'expressa com "el producte permeabilitat-superfície (PS)" de la mostra capil·lar. Aquest valor també es coneix com a “índex de Crone-Renkin”. Determina la fracció E d'una substància extreta al pas d'una quantitat de sang Q:
{\displaystyle \scriptstyle E=1-e^{-{\frac {PS}{Q}}}}
Per principi, el valor E és sempre inferior a 1, ja que el flux Q no pot ser major que la quantitat de substància transportada. Els valors entre 0,2 i 0,8 indiquen una permeabilitat moderada. Per sota de 0,2, es baixa. La permeabilitat, doncs, és el factor que limita el transport de substàncies al cervell.

### Procedimentsin vitro
El procediment més simple i realista és l'ús de vasos aïllats, que es mantenen amb vida durant algun temps. Amb cèl·lules endotelials "immortalitzades" i cultivades en monocapes, es poden fer assaigs quantitatius. La qualitat de les capes, que es correspon amb les seves unions estretes i hauria de ser la més alta possible, es mesura per resistència elèctrica. En el cos viu, pot ser de l'ordre de 2000 Ω⋅cm 2. En un cultiu mixt d'astròcits i cèl·lules epitelials pot arribar a 800 Ω⋅cm 2. Recentment, s'han desenvolupat models 3D in vitro que reprodueixen l'estructura de la BHE i ajuden a dissenyar tècniques d'alliberament de nanopartícules al SNC.
Diferents concentracions d'àcid retinoic permeten avaluar in vitro les propietats de cèl·lules endotelials de la BHE cerebral murina cultivades.

### Procedimentsin vivo

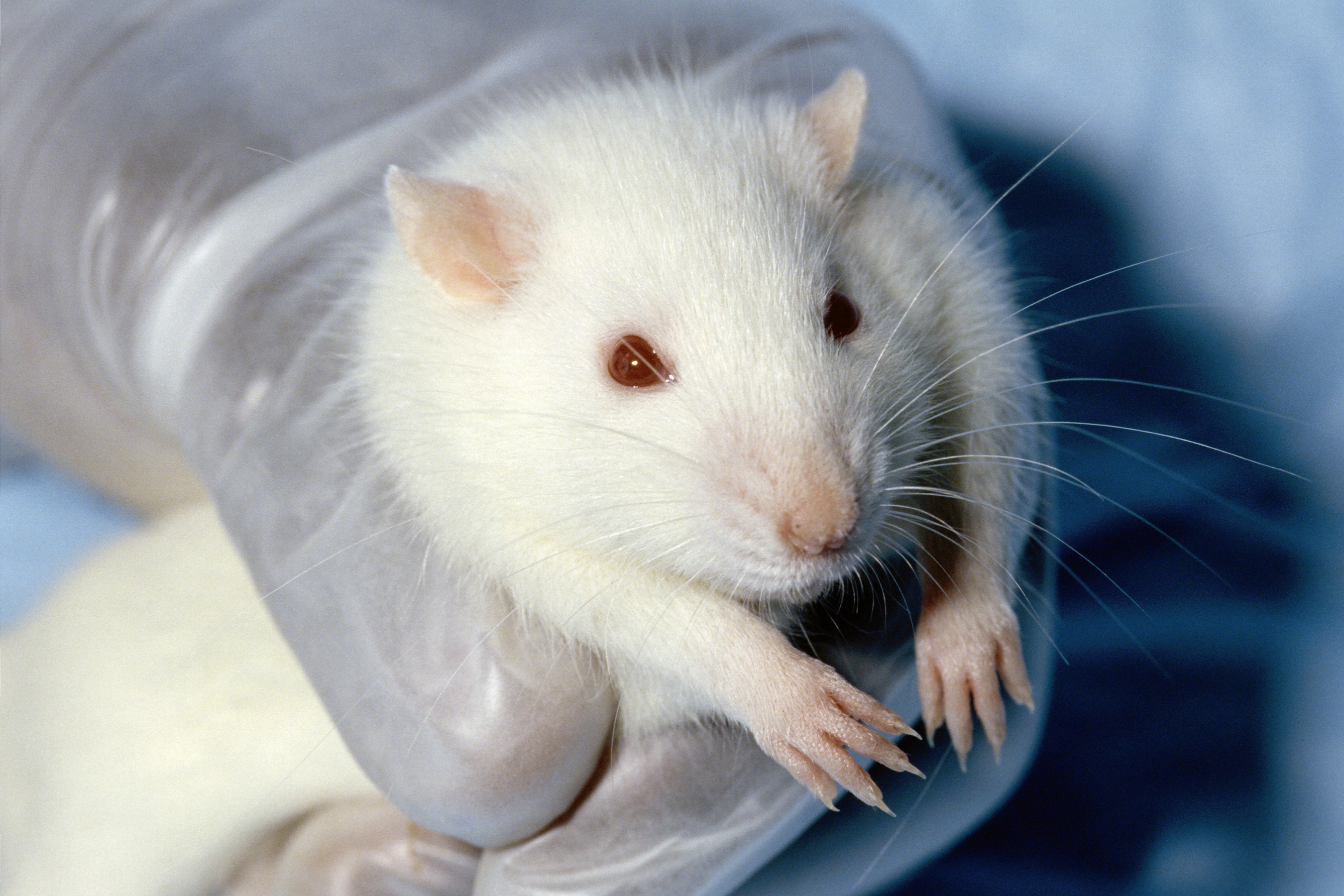
Les rates de laboratori són animals molt utilitzats en experiments in vivo de la barrera hematoencefàlica

El primer procediment de recerca orientat a la demostració de l'existència de la barrera, fet per Paul Ehrlich, va ser la injecció d'un colorant en un animal de laboratori. Els colorants que creuen la barrera hematoencefàlica la tenyeixen de forma persistent. Això permet estudiar lesions induïdes de la barrera.
Els procediments in vivo són insubstituïbles en aquesta mena d'investigacions científiques, per la seva gran sensibilitat en condicions fisiològiques, el llarg temps durant el qual es poden emprar i -per aquest motiu- el bon nombre d'oportunitats de pas a través de la xarxa capil·lar.
Índex d'absorció cerebral
La relació entre la taxa d'absorció d'una substància de prova i la d'una substància coneguda de fàcil absorció (per exemple, el C14-butanol), totes dues marcades radioactivament, dona l'«índex de captació cerebral» (en anglès: Brain Uptake Index o BUI). Aquest mètode és apropiat només per a substàncies d'absorció ràpida. El BUI s'expressa com un percentatge.
Índex de flux de sortida del cervell
També és interessant conèixer, per a cada substància, les seves propietats de flux de sortida de la barrera hematoencefàlica. Això s'aconsegueix comparant la substància de prova amb una substància de referència -poc capaç de sortir de la barrera, com la inulina-, totes dues radiomarcades i microinjectades directament dins el cervell. L'índex de flux de sortida del cervell (en anglès: Brain Efflux Index o BEI) es calcula mesurant la radioactivitat del que queda de cadascuna de les substàncies a punts ipsilaterals (del mateix costat) del cervell en relació amb el que s'ha injectat.
Perfusió cerebral
En aquesta tècnica, la substància de prova -també marcada radioactivament-, s'administra dintre de l'arteria caròtide de l'animal de laboratori per perfusió. Després s'extreu i homogeneïtza el cervell, i es quantifica la seva radioactivitat. L'avantatge del mètode és que evita l'eventual degradació de la substància per enzims presents a la sang. Són utilitzats, preferentment, conills d'Índies, ja que les seves caròtides no tenen bifurcació entre el coll i el cervell, fet que permet un temps de perfusió més llarg. És una tècnica complexa, que només és emprada per substàncies de poca estabilitat al plasma o que tenen una gran dificultat de penetració dintre del cervell.
Una variant millorada és la de depleció dels capil·lars cerebrals (en anglès: Capillary Depletion Method). Consisteix a separar els capil·lars del teixit nerviós per centrifugació, això permet distingir entre una veritable permeació dintre del cervell i una simple endocitosi de l'endoteli capil·lar.
Tècnica de difusió de l'indicador
En aquesta tècnica (en anglès: Indicator Diffusion Method), la substància de referència ha de ser incapaç de creuar la barrera hematoencefàlica. La substància a assajar i la de referència no estan marcades radioactivament. S'administren via arteria caròtide i es mesuren en la sang de retorn (vena jugular interna), determinant la concentració de les dues substàncies al plasma. Així es pot calcular la permeació de la substància de prova al cervell a partir de la fracció que falta a la sang venosa. La tècnica, per tant, només és adequada per substàncies que creuen fàcilment la barrera. També s'utilitza en experiments destinats a trobar fàrmacs que tinguin la capacitat d'arribar al SNC per vies alternatives que facilitin el seu pas, com els empelts semipermeables de mucosa nasal.
Autoradiografia quantitativa

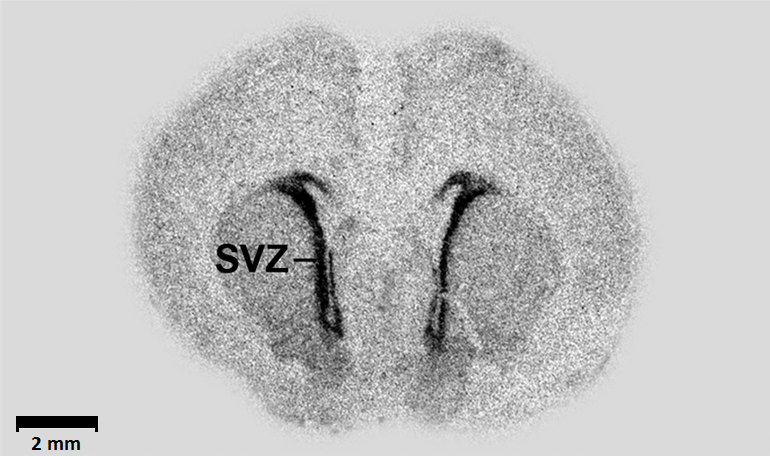
Autoradiografia d'un tall de cervell d'embrió de rata

Aquest procediment implica la injecció la substància marcada -normalment- amb carboni-14 per via endovenosa. En un moment donat, el teixit de l'òrgan a estudiar es talla amb un micròtom de congelació o criostàtic i es col·loca a sobre d'una pel·lícula de raigs X o a sobre d'un detector d'escintil·lació d'alta resolució. Segons el grau d'ennegriment observat, o la dosi de radiació detectada, es pot mesurar l'absorció de la substància de prova al cervell després de fer un calibratge (sovint amb albúmina marcada amb iode-125). El mètode tant s'aplica al teixit cerebral com al d'altres òrgans. Si també es mesura, per altres mitjans, la quantitat de sang que irriga la regió examinada, es pot calcular el producte permeabilitat/superfície.
La imatge del costat mostra un exemple d'autoradiografia feta a un cervell embrionari de rata. Les zones més radioactives són les més fosques. En aquest cas, les subventriculars (SVZ).
Microdiàlisi intracerebral
S'implanta en el teixit nerviós un microcatèter amb una membrana semipermeable a l'extrem. A través del catèter es poden perfusionar substàncies, i/o recollir mostres de fluid intersticial. És un mètod adequat per a la presa contínua de líquid, fet que permet establir el perfil de la concentració en un lapse de temps de substàncies injectades intravenosa o intraarteralment. En medicina, la microdiàlisi intracerebral s'utilitza per al monitoratge neuroquímic en cas d'accident cerebrovascular. Aquesta tècnica és emprada sovint per quantificar experimentalment la capacitat de penetració de la BHE que presenten potencials fàrmacs dissenyats per tractar malalties neurodegeneratives.
Procediments d'imatge

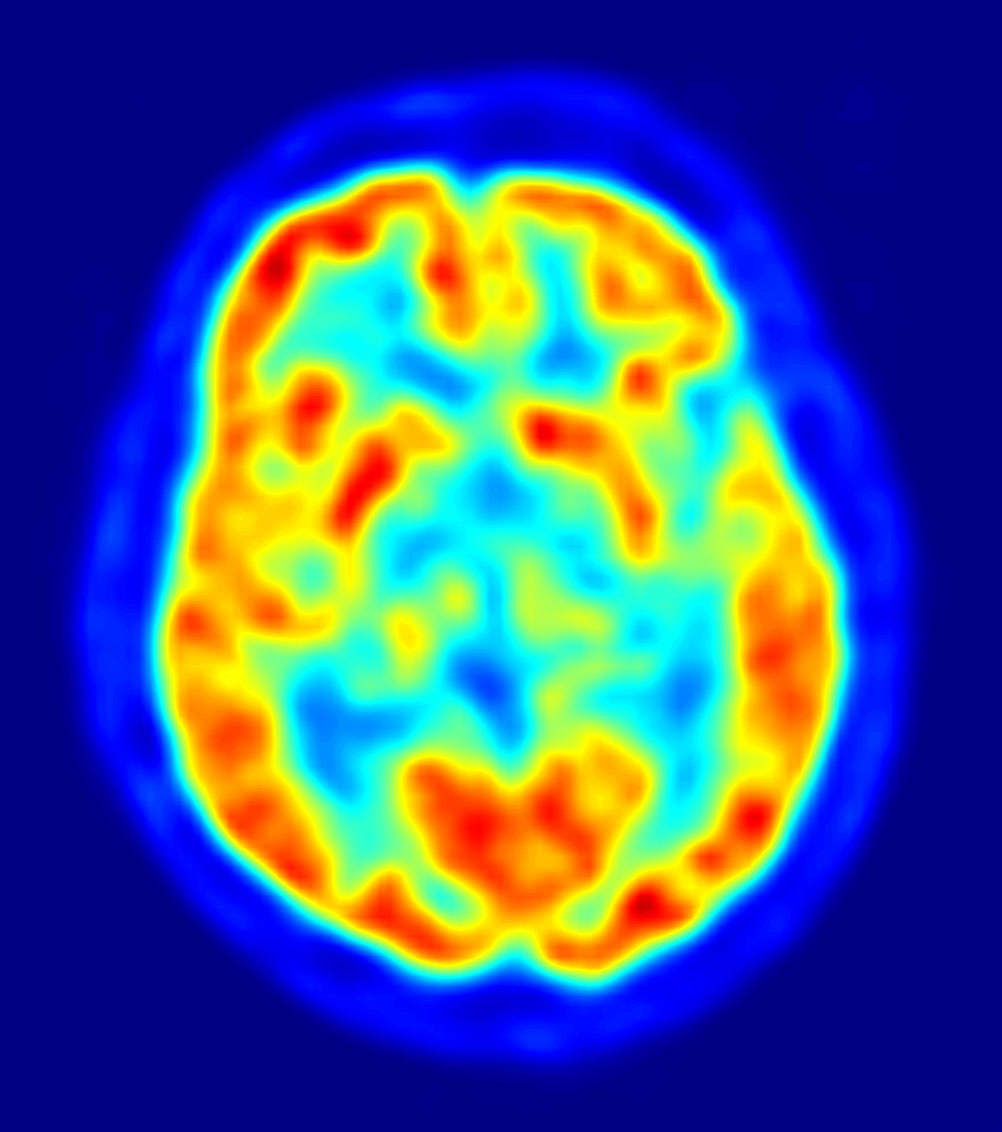
TEP cerebral després de la saturació amb ^{18}F-fluorodesoxiglucosa (FDG). El FDG és transportat al cervell com la D-glucosa normal GLUT-1 (transport passiu). Les àrees amb les necessitats de glucosa més altes estan en vermell

Gràcies a aquests procediments, en part utilitzats a la pràctica clínica, es poden obtenir de forma no invasiva representacions visuals i mesures de la permeabilitat de la barrera hematoencefàlica davant de diverses substàncies. Els principals per aconseguir dit objectiu són: la tomografia per emissió de positrons, la imatgeria per ressonància magnètica i l'espectroscòpia de ressonància magnètica nuclear.
- Tomografia per Emissió de Positrons (TEP)

La TEP és fonamental per estudiar a la barrera hematoencefàlica els processos de flux de substàncies potencialment transportables per la P-glicoproteïna. Comprendre la funció de la P-glicoproteïna i les influències exercides sobre aquesta per la barrera és molt important a l'hora de preparar medicaments psicotròpics eficaços i segurs. Aquestes investigacions es realitzen emprant substàncies marcades amb un emissor de positrons (desintegració beta+ – β+). Freqüentment, es fa servir el carboni 11 (11C). Per als compostos fluorats és preferible utilitzar el fluor 18 (18F). Donada la curta vida mitjana d'aquests isòtops (20,39 min. el 11C i 110 min. el 18F), els experiments hi han d'efectuar-se en centres d'investigació propers a un ciclotró. En aquesta línia, s'han marcat i estudiat el verapamil 44, el carazolol 42 o la loperamida 45. El verapamil té un interés farmacològic particular, ja que sembla capaç d'inhibir la P-glicoproteïna.
La TEP és un dels pocs mètodes que permeten una comparació directa in vivo entre els organismes usats en fases preclíniques i el pacient, en el que respecte a la interacció de la substància activa amb la P-glicoproteïna.
- Imatgeria de Ressonància Magnètica (IRM)

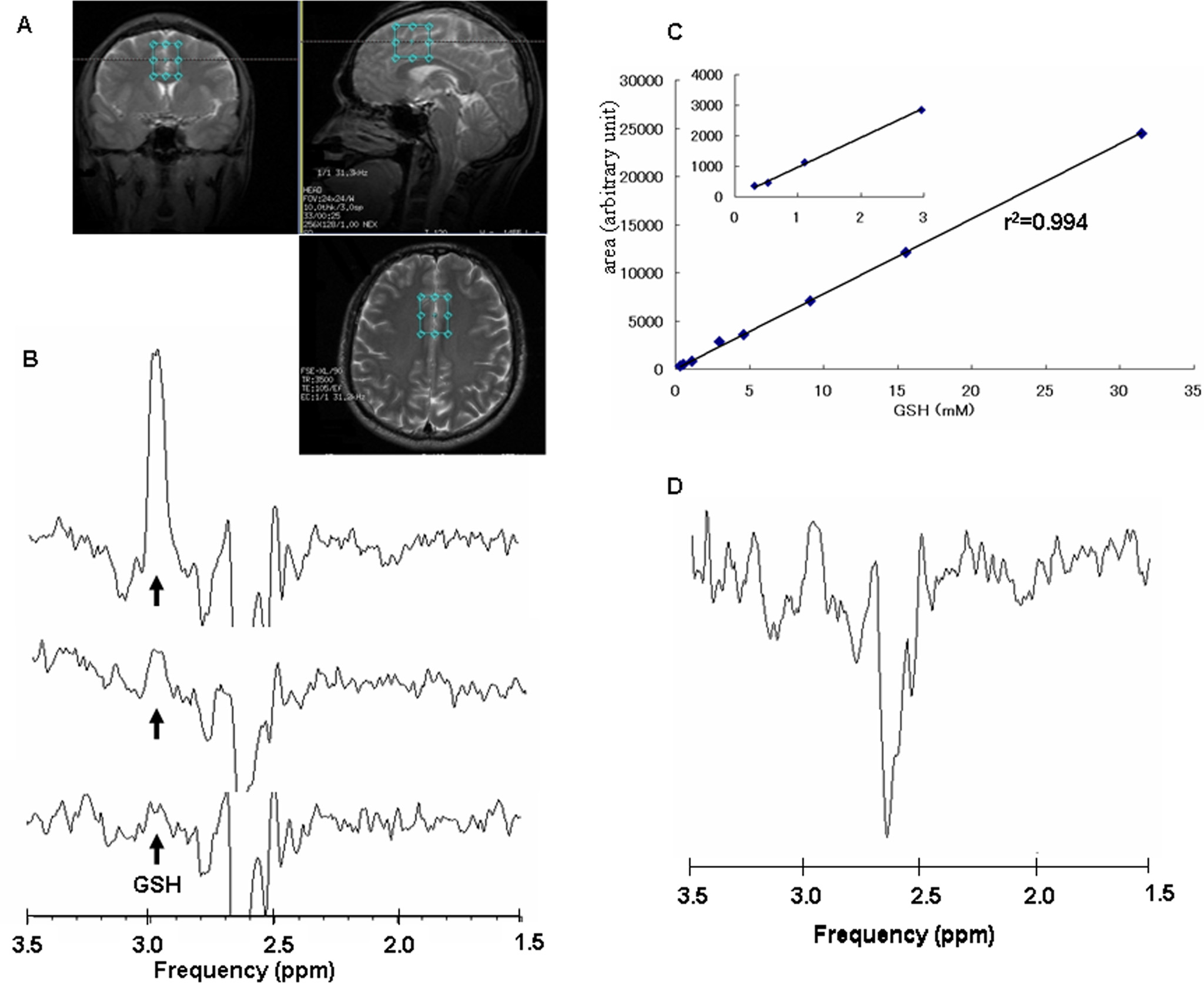
Espectroscòpia de ressonància magnètica d'una zona determinada del cervell d'un pacient. Les tres imatges de ressonància magnètica mostren l'àrea d'estudi (encerclada en turquesa). S'observen els espectres de RMN, amb el pic de glutatió (GSH). Les superfícies (eix Y) es representen en funció de la concentració de GSH (eix X).

La IRM no té la sensibilitat adequada per representar fefaentment el pas de substàncies actives a través d'una barrera hematoencefàlica sana. Per contra, en cas de lesió, la IRM amb mitjà de contrast té un paper important en el diagnòstic de malalties degeneratives o tumorals al cervell i en el tractament amb cèl·lules mare.
- Espectroscòpia de ressonància magnètica (ERM)

L'ERM té el seu fonament en la ressonància magnètica nuclear, i es pot considerar com una variant de la IRM. Es diferencia d'aquesta en què quantifica la presència d'algunes substàncies al cervell (i dels seus metabòlits o productes de reacció química), sobre la base de les particulars característiques del moment magnètic de certs nuclis (per exemple, fluor-19, carboni 13, fòsfor-31), com també el dels protons de molècules diferents de l'aigua, aplicant el domini de freqüències adient. La IRM utilitza el moment magnètic dels protons de l'aigua del cos. Els nuclis a estudiar estan presents normalment en forma de traces i el senyal que donen és dèbil, fet que limita l'obtenció d'una bona resolució espacial (mesurada en vòxels). La combinació IRM-ERM permet precisar l'estructura anatòmica (IRM) i la composició correlativa (ERM) de zones del cervell. Per exemple, és possible estudiar qualitativament i quantitativament amb ERM la farmacocinètica cerebral de compostos fluorats, com els neurolèptics trifluoperazina i flufenazina. La tècnica permet distingir entre el medicament i els seus metabòlits i diferenciar les seves formes lliures i conjugades.
Els seus inconvenients són la manca de resolució espacial i el llarg temps necessari per a dur a terme les observacions, el que dificulta emprar-la experimentalment en animals petits.

### Procedimentsin silico
Els treballs in silico, que utilitzen models computacionals bioinformàtics com eines predictives en el disseny de fàrmacs (en especial a les seves primeres fases); han augmentat en els darrers anys a causa del seu baix cost i rapidesa, comparats amb els fets in vivo o in vitro. A partir d'un procés de cribratge virtual -basat en la regla del Cinc de Lipinski-, es poden filtrar les propietats de moltíssimes molècules existents a bases de dades (com la ChEMBL o la Brainpeps, per exemple) i predir les seves interaccions amb la barrera. Els avenços en robòtica han permès crear tècniques com el cribratge d'alt rendiment (en anglès: High-throughput screening o HTS). Altres models es fonamenten en la relació estructura-activitat quantitativa (en anglès: Quantitative structure–activity relationship o QSAR) i poden avaluar diferents paràmetres descriptors: electrònics, estèrics, lipofílics/hidròfobs, pes molecular, moment dipolar, àrea de superfície polar, constant de dissociació, etc. Els models basats en la metodologia QSAR permeten determinar acuradament la permeabilitat de la BHE davant determinades proteïnes plasmàtiques i faciliten el disseny de fàrmacs interactius de forma més econòmica i emprant menys animals de laboratori.

## Estratègies per a la superació de la barrera hematoencefàlica
Com es va assenyalar  anteriorment, hi ha poques substàncies que puguin creuar la barrera hematoencefàlica, raó per la qual el 98% dels medicaments no poden traspassar-la sense ajut.
Des de fa dècades es treballa intensament per trobar fórmules que facin possible obtenir un mitjà de transport actiu de substàncies al cervell, que superi -o millor que creui selectivament- la barrera hematoencefàlica. Amb aquesta finalitat s'han desenvolupat o estan en desenvolupament diferents estratègies: transport mecànic (injectant el medicament sota les meninges -administració intratecal-, als nervis olfactori o trigemin -administració intrasanal retrògrada- o dintre dels ventricles cerebrals -administració intraventricular-), lipofilització (adjuntant radicals lipofílics a una molècula d'interés terapèutic), vectorització (lligant el fàrmac a un vector molecular, natural o sintètic, capaç de travessar la barrera), ús de nanopartícules (envoltant el principi actiu amb una càpsula polimèrica biodegradable acceptada per determinats receptors de la barrera), cationització (carregant positivament les molècules de la substància escollida, fet que afavoreix la transcitosi per adsorció), utilització de dissolvents i materials tensioactius (alterant determinades funcions de la membrana endotelial, cosa que facilita el transport per difusió transcel·lular), modificació reversible de certes propietats de les unions estretes (emprant moduladors derivats d'algunes enterotoxines bacterianes). Inclús s'ha aconseguit obrir selectivament la barrera emprant ultrasons focalitzats en conjunció amb microbombolles d'aire. L'angiopoietina-2 (un dels membres de la família de factors de creixement vascular) ha estat identificada en models experimentals com un dels elements reguladors predominants de la permeabilitat de la BHE i l'estimulació controlada de les vies que modulen la seva expressió es considera un objectiu farmacològic d'especial interès per facilitar el pas de substàncies a través d'aquella.
La diversitat d'investigacions dirigides a inserir de forma eficaç compostos terapèutics en el teixit cerebral és molt considerable. Un dels problemes derivats d'aquesta gran varietat de línies de treball és aconseguir una correcta reproductibilitat dels diversos models biològics de la BHE emprats pels grups de recerca.

## Disfuncions de la barrera hematoencefàlica
Les disfuncions de la barrera hematoencefàlica poden ser causades per tota mena de patologies. La barrera en si també pot ser la causa d'algunes malalties neurològiques rares, de naturalesa genètica. Dintre d'aquest grup d'alteracions genètiques destaquen: la síndrome de deficiència de GLUT1 (de patró autosòmic recessiu i causada per mutacions en el gen SLC2A1), la malaltia dels ganglis basals sensible a la biotina-tiamina (també autosòmica recessiva i causada per un defecte en el gen SLC19A3) o la malabsorció congènita de folat (autosòmica recessiva i causada per un defecte en el gen SLC46A1). Un defecte en el gen MDR1 (també anomenat ABCB1 perquè pertany a la família dels transportadors ABC) afecta a algunes races de gossos com la Collie i altres relacionades amb aquesta, i -ja que codifica la glicoproteïna-P- provoca en aquests animals greus problemes d'hipersensibilitat a molts medicaments.
L'hiperhomocisteïnèmia, també un trastorn hereditari autosòmic recessiu, altera la permeabilitat de la BHE per mecanismes epigenètics relacionats amb determinats microARNs i augmenta el risc de patir un accident cerebrovascular.
Les pertorbacions de la funció protectora de la barrera hematoencefàlica són una complicació de moltes malalties neurodegeneratives i lesions cerebrals. Traumatismes encefàlics de tota mena, com els derivats de l'acció de les ones de xoc, alteren la funcionalitat de la barrera i empitjoren el consegüent grau de degeneració del teixit cerebral. Els accidents cerebrovasculars isquèmics danyen l'endoteli de la barrera en diverses fases, tant per la manca immediata de sang al cervell com per la posterior reperfusió. Estudis ultraestructurals demostren que el desarranjament de les cèl·lules endotelials de la BHE induït per la isquèmia segueix un patró seqüencial que es pot categoritzar en quatre etapes. En la darrera etapa, amb les cèl·lules endotelials ja destruïdes, es trenca la membrana basal i els eritròcits entren lliurement dins del parènquima cerebral, transformant-se l'AVC isquèmic en hemorràgic. Segons treballs experimentals en murins, el sevoflurà (un anestèsic inhalat) podria ser d'utilitat per protegir la BHE davant d'aquest tipus particular de lesió.
L'alliberament massiu d'oxidants, proteïna C-reactiva, enzims proteolítics i citocines (que estimulen la producció de metal·loproteïnases de matriu) altera la permeabilitat i ocasiona edema cerebral. Aquests efectes són més greus en els adults. La permeabilitat de la BHE segueix augmentada unes 90 hores després de l'accident isquèmic, amb un nivell màxim detectat entre les 6-48 hores posteriors a l'inici del procés agut. De fet, bona part dels processos que lesionen la barrera després d'un traumatisme o d'un ictus són similars i conseqüents a la inflamació neurogènica. Experimentalment, la hipotèrmia anestèsica redueix els danys de la BHE durant la fase inicial d'un infart isquèmic cerebral, si bé no limita l'extensió de l'infart. La síndrome de vasoconstricció cerebral reversible provoca una pèrdua d'integritat de la BHE. Aquesta característica ajuda a diagnosticar la malaltia, si bé no són coneguts amb certesa els efectes a llarg termini d'aquest fet.
Experimentalment, els models murins d'hipoperfusió cerebral crònica induïda per estenosi bilateral de l'artèria caròtide interna posen de manifest que poc temps després l'estenosi apareixen modificacions subtils i precoces en la permeabilitat de la BHE, acompanyades de signes inflamatoris a múltiples regions del cervell. Es fan progressivament evidents alteracions cerebrovasculars i activació glial al nucli estriat, l'hipocamp i el còrtex. Això indica que la pèrdua de flux de les caròtides comporta canvis lesius en la BHE i la matriu extracel·lular amb ella relacionada que podrien condicionar el desenvolupament gradual de danys en la substància blanca i en la grisa, generadors de demència vascular.
La hipercàpnia secundària a hiperbilirubinèmia indueix l'obertura temporal de la BHE, un fenomen que afavoreix el pas de macrocomplexos bilirubina-albúmina i l'aparició de kernicterus.
La radioteràpia és un procediment eficaç per tractar determinats tumors cerebrals, sobretot en nens, localitzats a la fossa posterior del crani. Estudis en animals de laboratori demostren que la radiació provoca -a banda d'altres alteracions- danys específics de llarga durada en la BHE del cerebel dels exemplars més joves. Aquest fet pot ajudar a desenvolupar millores en dit tipus de teràpia que minimitzin els dèficits observats en els nens tributaris d'irradiació.
Diverses malalties perifèriques, com ara la diabetis o certs processos inflamatoris (el lupus, per exemple), tenen un efecte perjudicial sobre el funcionament de la barrera hematoencefàlica.
Les repercussions de l'envelliment sobre les barreres cerebrals poden ser factors importants en la patogènesi de malalties com la d'Alzheimer (MA). Diversos estudis indiquen que existeix una disminució del nombre de perícits en persones amb aquesta patologia i, per tant, una cobertura deficient de la microvasculatura de la BHE. Aquesta circumstància podria accelerar el desenvolupament de l'angiopatia amiloide present en dita malaltia. Per una altra banda, la disfunció dels peus terminals astrocítics perivasculars durant la progressió de la malaltia augmenta l'acumulació d'amiloide i dificulta alhora la sortida cerebrovascular d'aquest pèptid, fenòmens que originen un dial·lelisme que realimenta el procés. Se sap que en el decurs de la malaltia d'Alzheimer les alteracions de la BHE interfereixen l'eliminació de l'Aβ i el correcte funcionament del transport endotelial, modifiquen les funcions dels perícits i la ultraestructura de les cèl·lules endotelials, afecten la integritat de les unions estretes, activen les cèl·lules glials i faciliten l'entrada dels leucòcits dins del cervell. Ara per ara, però, els mecanismes que regulen tots aquests canvis en el context de la neuroinflamació crònica pròpia de la malaltia són poc coneguts i no és possible determinar si els trastorns de la BHE són causes, concauses o efectes de la MA. S'ha comprovat que molts tipus de demències pròpies de la gent gran es corresponen amb un augment de la permeabilitat de la BHE; altrament, els dipòsits de substància amiloide o l'existència del genotip APOE no provoquen aquest canvi. L'expressió de l'al·lel PICALM rs541458 sembla tenir un efecte directament proporcional en la capacitat de la BHE per facilitar la sortida de la β-amiloide. Seguint aquesta línia de recerca, científics israelians han posat de manifest la capacitat de la norvalina per reparar funcionalment la BHE en un model murí de MA. Ha estat descrit un fenomen de desarranjament de la BHE relacionat amb la vellesa a la zona de l'hipocamp, una regió del cervell fonamental per l'aprenentatge i la memòria que s'altera de forma precoç en la MA. Alguns investigadors afirmen que existeix una associació entre dit fenomen i la pèrdua cognitiva pròpia de la senectut i es creu que el funcionament anormal de la barrera a la regió hipocampal podria ser un biomarcador precoç del menyscapte de les aptituds cognitives. Observacions fetes en rosegadors posen de manifest que l'envelliment fisiològic s'acompanya d'engruiximent de la làmina basal, disminució del nombre d'unions estretes i augment de la distància entre els peus astrocítics i la resta d'estructures de la barrera. En conjunt, la permeabilitat de la BHE s'incrementa amb l'edat.
Les malaltes que pateixen la síndrome HELLP (en anglès Hemolytic anèmia, Elevated Liver enzyme, Low Platelet count), una complicació obstètrica greu que forma part de les hipertensions induïdes per l'embaràs, presenten una permeabilitat augmentada de la BHE que facilita el pas de proteïnes lesives i aigua dins del cervell i provoca l'edema cerebral propi de dita síndrome.
Altres patologies poden interferir el funcionament dels endotelis "de dins a fora", és a dir, que influències originades a la matriu extracel·lular interrompen la integritat de la barrera hematoencefàlica. Així ho fa, com a mostra, el glioblastoma multiforme.

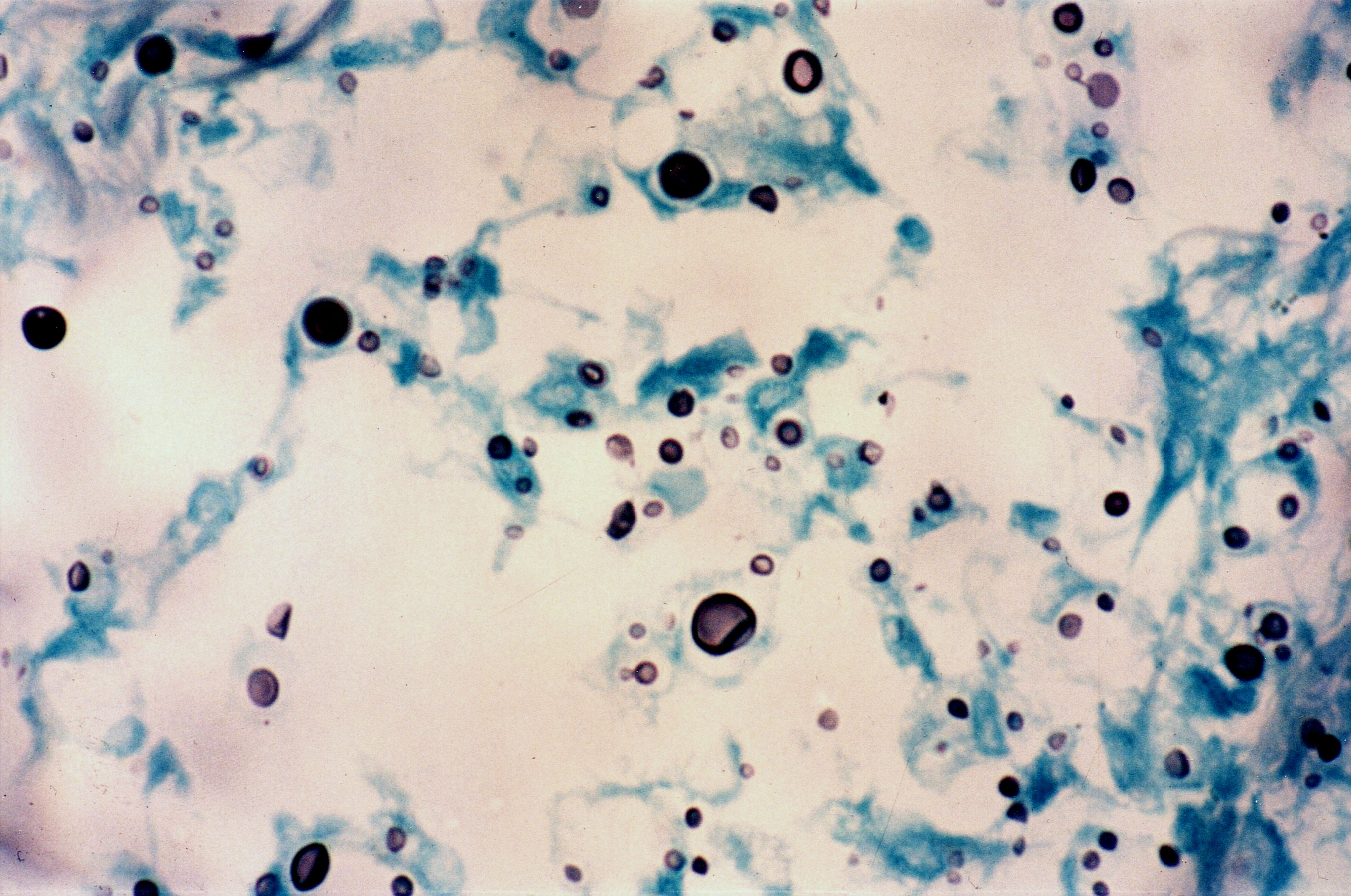
Criptococcosi meníngea. Microscopi òptic, 500X. Tinció: plata metenamina

D'altra banda, una sèrie de malalties afecten el cervell pel fet que alguns agents lesius poden penetrar la barrera hematoencefàlica. Per exemple, virus com el VIH, el retrovirus HTLV (en anglès: Human T-Lymphotropic Virus), el de la ràbia, el virus del Nil occidental o bacteris com els de la meningitis o els del còlera. El VIH, en concret, produeix proteïnes virals (com les gp120, Tat i Nef) i activa certs reguladors inflamatoris (com les citocines i les quimiocines). Aquests productes virals i del propi hoste tenen la propietat de trencar la BHE, augmentant la permeabilitat de les cèl·lules endotelials cerebrals. El polyomavirus JCV (John Cunningham virus, nom del primer malalt diagnosticat de la malaltia), causant de l'encefalopatia multifocal progressiva, fa servir una estratègia de Cavall de Troia i travessa la barrera dintre dels limfòcits B prèviament infectats. Els virions alliberats des de dits limfòcits poden així atacar les cèl·lules glials, especialment els oligodendròcits. Es creu que el virus d'Epstein-Barr (EBV) infecta les cèl·lules endotelials de la BHE i afecta la seva integritat per mecanismes inflamatoris, facilitant l'entrada al cervell d'altres microorganismes. Per això, alguns autors opinen que podria ser un dels factors coadjuvants en la gènesi de l'esclerosi múltiple.
No són molts els patògens capaços de traspassar la barrera i provocar una meningitis bacteriana. Es poden destacar: el meningococ (Neisseria meningitidis), estreptococs (com el Streptococcus agalactiae -GBS, en anglès: Group B streptococcus- o el Streptococcus pneumoniae–també anomenat pneumococ-), coc-bacils (Haemophilus influenzae), listèries (Listeria monocytogenes) o colibacils (Escherichia coli). Els mecanismes emprats per dits gèrmens alhora de creuar la barrera hematoencefàlica són complexos i variats i encara romanen obscurs alguns d'ells. Se sap que el meningococ provoca escissions a les ocludines (proteïnes de membrana) de les unions estretes induint l'alliberament de la col·lagenasa MMP8 quan infecta les cèl·lules endotelials i que els seus pili tipus IV alteren la polaritat de determinades proteïnes, desorganitzant les unions i obrint una via paracel·lular d'entrada a la barrera que li permet envair les meninges. L'E. coli K1 té la propietat -entre d'altres- de desballestar les caderines (molècules d'adhesió cel·lular) de les unions estretes per trencar la integritat de la barrera i arribar a les meninges. El Streptococcus agalactiae empra un subtil “truc” per traspassar la barrera. Quan és detectat pels receptors del costat sanguini de la barrera, aquests disparen un determinat senyal de perill molecular, que -a més- empeny un gen a produir un factor de transcripció proteïnic, anomenat Snail1, que descompon les unions estretes. És a dir, obliga a la barrera a autodestruir-se. Soques de S. agalactiae de gran virulència causants de meningoencefalitis en humans i animals, alliberen un enzim, hialuronidasa B, que facilita la invasió de les cèl·lules endotelials i activa respostes inflamatòries agudes que provoquen inevitablement l'obertura de la BHE. Les infeccions per Ureaplasma spp. poden trencar la barrera estimulant l'apoptosi de les seves cèl·lules endotelials. Diferents espècies de borrèlies, com Borrelia turicatae (causant de la febre epidèmica recurrent) o Borrelia burgdorferi (malaltia de Lyme), creuen la BHE per la via paracel·lular i per la transcel·lular. Fongs, com el criptococ (un llevat oportunista que acostuma a infectar a malalts immunodeprimits), també traspassen la barrera i provoquen meningitis o meningoencefalitis. L'espècie Cryptococcus neoformans fa servir més d'un mecanisme per superar-la: un mecanisme de migració transcel·lular que comporta alteracions dels filaments d'actina del citoesquelet de les cèl·lules endotelials, relacionades amb l'alliberació de metal·loproteases fùngiques, i un mecanisme de penetració a través de macròfags infectats, semblant a l'emprat pels virus. Aquesta estratagema de cavall de Troia que possibilita a C. neoformans creuar la BHE com a passatger dins dels fagòcits es emprada també per neuropatògens eucariotes parasitaris. S'ha observat que una metal·loproteasa concreta, la Mpr1, altera les funcions de l'annexina A2, fet que remodela l'estructura endotelial i facilita la transcitosi del Cryptococcus i permet així que el fong i altres llevats encapsulats travessin la BHE.
El micobacteri Mycobacterium marinum també utilitza una doble estratègia per creuar la BHE: la invasió fagocitària i la infecció directa de les cèl·lules endotelials. Es creu que Mycobacterium tuberculosis actua de forma similar quan colonitza el cervell.
Les infeccions del SNC causades per patògens multiresistents tenen un tractament problemàtic. La penetració dels antibiòtics en el LCR depèn de la seva mida molecular, lipofilicitat, capacitat d'unió a proteïnes plasmàtiques i afinitat amb els transportadors de la BHE. El linezolid, algunes quinolones i el metronidazole aconsegueixen altes concentracions en LCR i són efectius contra determinats microorganismes que afecten el SNC gràcies a posseir propietats físico-químiques que faciliten el pas per la BHE. Alguns antibiòtics amb una baixa permeabilitat davant la BHE poden ser administrats directament dins dels ventricles, a més de la seva infusió endovenosa, millorant així la seva eficàcia.
A la forma cerebral de la malària, els eritròcits infectats pel Plasmodium falciparum activen determinades caspases que indueixen l'apoptosi de les cèl·lules endotelials de la barrera. A més, experiments in vivo indiquen que la malària provoca l'activació sinèrgica dels limfòcits CD8+ T, els quals lesionen la microvasculatura de la BHE emprant un mecanisme que altera la funció normal dels receptors de limfòcits T. Una proteïna concreta produïda pel P. falciparum, la proteïna rica en histidina II, activa l'inflamasoma endotelial i disminueix la cohesió de les unions estretes. Per això, aquesta proteïna és un important factor lesiu de la BHE i contribueix a la gravetat inherent a la malària cerebral causada per aquest plasmodi.
Altres paràsits -no molts- també poden travessar la BHE i colonitzar el parènquima cerebral (Trypanosoma brucei, Toxoplasma gondii, Taenia solium o Naegleria fowleri), emprant diferents estratègies. Els tripanosomes creuen la BHE en ambdós sentits, de forma que el parènquima cerebral es converteix en un reservori que ocasiona parasitèmies (presència del paràsit en la sang circulant) diferides. La Naegleria fowleri aprofita les vies olfactòries i el bulb per a penetrar dintre del SNC. El bacteri Burkholderia pseudomallei, agent causal de l'encefalomielitis melioidòsica, també fa servir aquesta estratègia de "falsa porta" per sobrepassar les barreres cerebrals emprant el sistema olfactòri i/o el nervi trigemin.
Aquesta munió de gèrmens patògens capaços de travessar la barrera, gràcies a molts i diferents mecanismes, orienta cap al fet que podrien ser els responsables d'alguns tipus de demència o ser cofactors necessaris per a la gènesi de determinades formes d'aquesta patologia. Un exemple d'això, potser el més conegut, és la demència induïda del VIH-1 (la capacitat d'aquest virus per creuar la barrera ha estat comentada abans). Una vegada travessada la BHE, el virus altera les funcions neuronals a nivells molt subtils, com ara els dels canals del potassi que modifiquen seriosament tota la xarxa neural i comporten greus dèficits cognitius i conductuals.
Es pensa que alteracions de la microbiota intestinal podrien ocasionar pertorbacions funcionals de la BHE. S'ha demostrat in vitro que la microbiota intestinal materna influeix sobre el desenvolupament de la BHE fetal, i que una microbiota modificada disminueix la permeabilitat de la BHE a nivell de les unions estretes endotelials. Diversos treballs indiquen que les citocines, subproductes bacterians i altres substàncies relacionades amb la neuroinflamació i la permeabilitat de la barrera, resultants d'una dismicrobiosi intestinal, podrien ser unes de les possibles causes del desenvolupament de trastorns de l'espectre autista o d'altres problemes psiconeurològics.
En el cas de l'esclerosi múltiple, els patògens són cèl·lules T del sistema immunitari del mateix individu, que travessen la barrera hematoencefàlica i ataquen la mielina del cervell. De la mateixa manera, en alguns càncers no cerebrals, cèl·lules de la neoplàsia primària poden creuar la barrera hematoencefàlica i donar lloc a metàstasis cerebrals. El carcinoma broncogènic, el de mama i el melanoma són càncers especialment proclius a metastatitzar el cervell. Les cèl·lules tumorals posen en pràctica tot un conjunt de mecanismes per trencar la protecció de la barrera, com la secreció del factor de creixement de l'endoteli vascular (en anglès: Vascular Endothelial Growth Factor o VEGF) i la producció de determinades vesícules extracel·lulars.
Alguns autors senyalen que determinades alteracions de la barrera hematoencefàlica poder ser tant la causa com la conseqüència de les crisis convulsives pròpies de l'epilèpsia. Pel que fa a l'epilèpsia post-traumàtica, la seva gènesi s'ha relacionat amb canvis de permeabilitat a la barrera provocats per la inflamació i l'edema mixt (vasogènic y citotòxic) que apareixen després d'una lesió cerebral focal o difusa important. El dèficit congènit d'un transportador de glucosa de la BHE ja esmentat al principi d'aquest punt, el GLUT1 (un trastorn també anomenat malaltia de De Vivo); però en aquest cas de patró autosòmic dominant i amb determinades mutacions al SLC2A1, comporta la gènesi de diferents formes d'epilèpsia (crisi d'absència, epilèpsia mioclònica o encefalopatia epilèptica).
Certs fàrmacs antiretrovirals, utilitzats per tractar la SIDA, tenen la propietat d'augmentar la permeabilitat de la BHE i provocar un risc d'ictus elevat en els malalts que presenten aquesta malaltia. Paradoxalment, els mecanismes que alteren les unions estretes de la barrera en aquests casos són molt semblants als emprats pel VIH per creuar-la.

## Agressions exògenes de la barrera hematoencefàlica

### Alcohol
El consum excessiu d'alcohol és un factor de risc important per al desenvolupament o empitjorament de múltiples problemes de salut, tant físics com psíquics. Altera greument els mecanismes inflamatoris i augmenta la susceptibilitat a les infeccions bacterianes o víriques. A més, els danys crònics a la barrera hematoencefàlica per consum d'alcohol, es consideren un element significatiu en l'aparició de malalties neurodegeneratives. Els danys a la barrera hematoencefàlica han estat demostrats tant per la investigació neuropatològica en alcohòlics com per experiments en animals.
Els estudis amb animals van posar de manifest que els metabòlits de l'etanol activen l'enzim MLCK (Myosin light-chain kinase) a l'endoteli i provoquen la fosforilació de moltes proteïnes de les unions estretes i d'altres de naturalesa citoesquelètica, deteriorant la integritat de la barrera hematoencefàlica. A més, l'estrès oxidatiu conseqüència del consum d'alcohol deriva en danys addicionals a la barrera hematoencefàlica.
El damnatge funcional de la barrera hematoencefàlica ocasionat per l'alcohol fomenta la migració dels leucòcits en el cervell, un fet que empitjora el curs de diverses malalties neuro-inflamatòries, com ara l'esclerosi múltiple, la meningitis o l'encefalitis.
La ingesta enòlica crònica augmenta la permeabilitat de la BHE davant la leptina i altera la normal homeòstasi energètica.

### Nicotina
L'abús crònic de nicotina (alcaloide present en el tabac comú, fet amb la planta Nicotiana tabacum) no només augmenta el risc de càncer de pulmó, sinó també el de malalties cardiovasculars. A més dels riscos cardiovasculars, s'identifica una correlació directa amb l'aparició de demència. En diversos metanàlisis, es va trobar que els fumadors tenien una incidència significativament major de malaltia d'Alzheimer que els no fumadors. La taxa de demència vascular de o deteriorament cognitiu lleu, només augmenta discretament. En animals, l'exposició diària a la nicotina altera no només la funció, sinó també l'estructura de la barrera hematoencefàlica dels subjectes afectats. La nicotina -i el seu principal metabòlit, la cotinina-, modulen la intregritat de la barrera en obrir la via paracel·lular d'entrada al cervell dels soluts. Addicionalment, la nicotina i la cotinina juntes incrementen -en un model in vitro d'accident vascular cerebral- la permeabilitat de la barrera després de poques hores d'hipòxia. L'exposició a la nicotina i a la cotinina comporta també canvis distributius de les proteïnes ZO-1 de les unions estretes i una reducció temps-dependent de la immunoreactivitat de la claudina-3.
A més, després d'una administració crònica de nicotina, es va trobar en l'endoteli un augment de les microvellositats, així com alteracions en les proteïnes simportadores de Na+/K+/2Cl- i en la bomba de sodi i potassi.
Estudis epidemiològics també van demostrar que els fumadors tenen un risc significativament major de contraure una meningitis bacteriana, en comparació amb els no fumadors. La nicotina canvia l'estructura dels filaments d'actina del citoesquelet cel·lular, fet que aparentment facilita el pas de patògens com ara l'E. coli cap al cervell.
En animals, la nicotina dificulta molt el pas de certs compostos de difusió limitada, com la metillicaconitina (antagonista de la nicotina), que s'uneix al receptor nicotínic per a l'acetilcolina (nAChR), al qual se li atribueix la virtut d'afavorir l'abstinencia de nicotina.
Elements no nicotínics del fum del tabac, pertanyents a la família d'espècies reactives de l'oxigen o a la d'espècies reactives del nitrogen (peròxid d'hidrogen, epòxids, monòxid nítric, diòxid de nitrogen, peròxinitrit) i presents al quitrà i a la fase gasosa, danyen les cèl·lules endotelials de la barrera i trenquen la integritat d'aquesta, tant per la seva acció oxidant com pel seu efecte pro-inflamatori. Dits danys també es produeixen per l'acció del fum de cigarrets baixos en nicotina i nitrosamina i per la del fum de cigarrets sense tabac. De fet, alguns autors consideren més lesives per la microvasculatura de la BHE les substàncies solubles existents al fum que la nicotina aïllada.
S'està treballant en el desenvolupament d'una vacuna basada en una immunoglobulina G amb la qual s'estimularien els anticossos que s'uneixen específicament a la nicotina, i que, per tant, impedirien el seu pas a través de la barrera hematoencefàlica. Per millorar l'eficàcia d'aquest tipus de vacunes s'estan avaluant diferents mecanismes, com enllaçar haptens nicotínics a proteïnes transportadores o a vectors virals.

### Ones electromagnètiques (telèfons mòbils)
Són ben coneguts els efectes adversos per a la salut de la radiació electromagnètica ocasionats per les freqüències de MHz a GHz d'alta densitat d'energia. Són la base del funcionament del forn de microones. No obstant això, els efectes d'aquesta radiació amb una densitat molt menor -tal com la utilitzada a la telefonia mòbil o les aplicacions multimèdia-, són controvertits i objecte d'una preocupació comunitària, sobre tot des de la comercialització massiva de terminals que funcionen amb dita tecnologia i l'ús del sistema UMTS. Els efectes específics sobre la barrera hematoencefàlica són encara una àrea sense evidències concloents. Treballs amb rates joves, emprant freqüències de 900 MHz, no han identificat aparentment alteracions significatives a la BHE. Inclús, s'ha descrit un augment de la de la funció mnèsica i d'aprenentatge en els animals estudiats, fet encara no demostrat per posteriors investigacions. Els resultats d'un estudi francès, dissenyat per avaluar la permeabilitat de la BHE i la degeneració neuronal en els cervells de rates mascles després de ser sotmeses, seguint diferents protocols, a senyals de radiofreqüència (GSM-1800 and UMTS-1950) comunament emprades pels telèfons mòbils, no descarten que aquestes senyals tinguin efectes nocius en els humans en el cas d'exposició reiterada a dosis de més de 50 W/kg.
Amb una alta densitat d'energia de radiació electromagnètica, s'observa un escalfament significatiu dels teixits corporals. En el crani, l'escalfament global podria afectar la barrera hematoencefàlica i fer-la més permeable. Experimentalment, s'ha apreciat aquest efecte en animals, després de patir cremades perifèriques importants. Un dels mecanismes proposats per aconseguir una permeabilització selectiva de la BHE amb propòsits terapèutics és l'escalfament suau i controlat de petites zones cerebrals amb ultrasons focalitzats d'energia suficient.
En el terreny de la telefonia, el telèfon mòbil provoca un escalfament del cervell de fins a 0,1 K. (amb 15 minuts de conversa a màxima potència de transmissió). Un bany calent o un treball físic esgotador poden escalfar encara més el cervell, sense lesionar-lo. Diversos estudis, des de principis dels anys 90, en particular els del grup del neurocirurgià suec Leif G. Salford de la universitat de Lund, han obtingut resultats que indiquen una obertura de la barrera hematoencefàlica davant de freqüències GSM a nivells no tèrmics.

Altres grups de treball no han aconseguit confirmar els resultats de Salford, qüestionant alguns el mètode d'estudi emprat. A hores d'ara, són els efectes no tèrmics de la radiació electromagnètica sobre la BHE uns dels punts de recerca més destacables i poc aclarits de la biofísica. De tota manera, proves in vivo emprant la perfusió intravenosa de blau d'Evans (un diazocompost capaç de creuar la barrera), indiquen una variació de la permeabilitat de la BHE -que sembla relacionada amb el sexe dels exemplars- encara pendent d'escrutar curosament.

### Retardants de flama
Diferents equips científics, entre ells del ICRA, han demostrat la capacitat d'alguns retardants de flama emergents de travessar la barrera hematoencefàlica dels dofins. Actualment, encara no estan clars els possibles efectes nocius d'aquestes substàncies, en particular, sobre la barrera hematoencefàlica i els sistemes nerviosos de vertebrats superiors com els humans.
S'ha comprovat que compostos amb propietats retardadores del foc (ja prohibits al nostre entorn), com els clàssics bifenils policlorats, alteren greument la barrera i faciliten el desenvolupament de metastases cerebrals. Un retardant de flama brominat (Tris-(2,3-dibromopropil) isocianurat, conegut com a TDBP-TAZTO), considerat també emergent a moltes zones, és capaç de creuar la BHE i causar neurotoxicitat -sobre tot per provocar l'apoptosi de les cèl⋅lules de l'hipocamp- i canvis de comportament en els animals d'experimentació. Altes concentracions ambientals de tetrabromobisphenol A, un retardant present al 90% de les plaques de circuit imprès recobertes amb resina epoxi, poden alterar la funcionalitat dels transportadors ABC de la BHE.

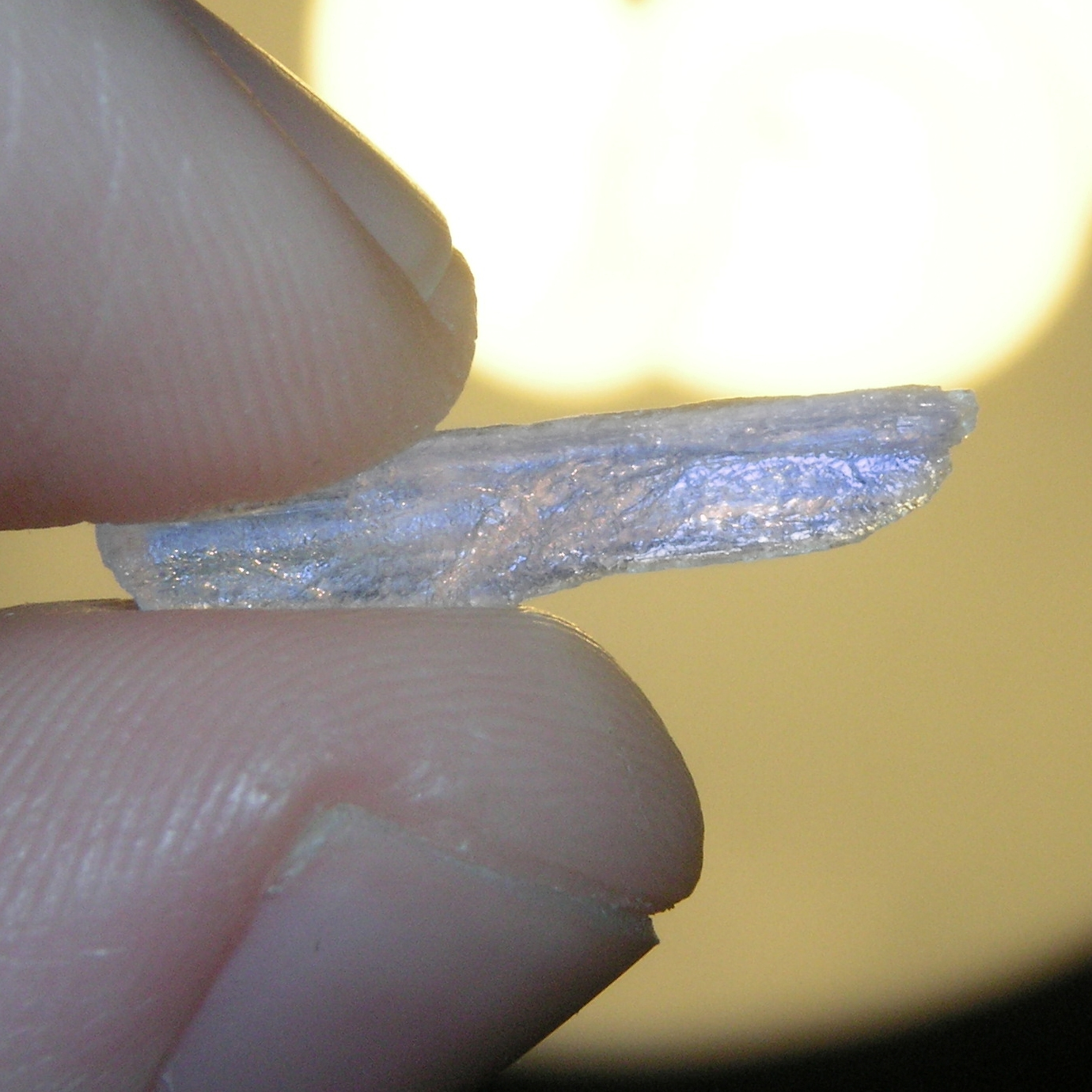
Cristall de "meth".

### Metamfetamina
El clorhidrat de metamfetamina o meth (abreviació de N-methyl-alpha-methylphenethylamine) és una substància estimulant molt addictiva que pertany al grup de les denominades drogues de síntesi. A causa del seu baix pes molecular i la seva lipofília travessa amb molta facilitat la barrera hematoencefàlica. Altes dosis de meth, o d'altres compostos amfetamínics, originen un notable augment de la temperatura corporal i de la tensió arterial que es consideren un substrat primordial pel desenvolupament de les alteracions en la BHE associades al seu consum crònic i als canvis de neurodegeneració regional observats en animals de laboratori, que afecten sobretot l'amígdala cerebral, el tàlem, el nucli estriat, el còrtex sensomotor i l'hipocamp. A més dels canvis inherents a la hipertèrmia que provoca, la metamfetamina ocasiona un fort estrès oxidatiu que trenca la barrera per activació de les metal·loproteinases (que degraden la matriu extracel·lular), danya els astròcits i les cèl·lules endotelials a nivell mitocondrial i modifica significativament l'homeòstasi cerebral. Experimentalment, s'ha aconseguit minimitzar en murins l'alteració del reticle endoplasmàtic de les cèl·lules endotelials produïda per la meth, administrant àcid 4-fenilbutíric (un compost que té un comportament semblant al de les xaperones, ja que impideix determinats enllaços bioquímics lesius). Un altre procés induït per aquesta substància i que participa en la disrupció de la BHE és l'augment de l'amoníac plasmàtic. Els efectes nocius de la droga sobre la BHE són, majoritàriament, reversibles; si bé alguns trastorns relacionats amb la neuroinflamació (com la reducció de la immunoreactivitat de l'ocludina i la claudina-5), persisteixen fins a 7 dies després del consum. En conjunt, els canvis que ocasiona augmenten la transmigració leuco-monocitària i faciliten l'entrada de virus i bacteris perifèrics al cervell. La proteïna Tat del VIH i la meth interactuen de forma additiva i sinèrgica sobre la integritat de la barrera, emprant diferents mecanismes per modificar les seves funcions, fet que empitjora els problemes neurocognitius que pateixen els consumidors de la droga afectats per aquest virus. El VHI-1 i la meth lesionen conjuntament els astròcits i indueixen la producció d'espècies reactives de l'oxigen i del nitrogen. Paradoxalment, la transitorietat de certes disfuncions degudes a la meth podria ser aprofitada per lliurar compostos quimioteràpics en el sistema nerviós central. La forma com la meth altera les molècules de miR-143 (uns MicroARNs) pot ser útil per desenvolupar noves tècniques de reparació de la BHE.

### Amfetamines d'origen vegetal
El cat i algunes espècies de Ephedra (Ephedra fragilis, Ephedra distachya) portadores d'alcaloides psicoestimulants com catinona ((2S)-2-amino-1-fenilpropan-1-ona), catina i efedrina, provoquen a la BHE alteracions semblants a les de la meth. Aquestes plantes s'han emprat des de fa milers d'anys com remei de diverses afeccions i -les fulles verdes- també a moltes zones com substància euforitzant o inclús psicotomimètica.
Derivats sintètics d'aquests compostos, utilitzats a les sals de bany i consumits com drogues d'abús (la primera en sortir al mercat fou la metilcatinona o β-ceto-amfetamina), també -segons estudis in vitro- alteren significativament la funcionalitat de la barrera. De tota manera, encara que són compostos que travessen fàcilment la BHE, es creu que -a causa de la major hidrofília de les catinones sintètiques- els danys permanents a la BHE poden ser menys greus que els de la meth, si bé no existeixen de moment prous estudis en humans per avaluar-los tots en conjunt. La capacitat per crear contínuament noves variants d'aquest tipus de drogues és molt gran (arreu del món es detecten més de 200 cada any), i això fa difícil fer assajos vàlids de les diferents "generacions" de substàncies. Dues de les catinones sintètiques de segona generació, MDPV i α-PVP (flakka), són altament lipofíliques i travessen la BHE amb molta més facilitat que les anteriors drogues d'aquest grup, provocant un ràpid i massiu alliberament de dopamina i una gravíssima alteració de l'homeòstasi cerebral.

### Cannabinoides
El tetrahidrocannabinol i -sobre tot- el seu metabòlit 11-hidroxitetrahidrocannabinol, creua amb gran facilitat la BHE gràcies a la seva lipofília. In vitro, alguns cannabinoides sintètics han demostrat la seva capacitat per lesionar estructuralment la barrera. Aquests nous cannabinoides que poden alterar molt -almenys de forma temporal- la BHE (coneguts entre els consumidors com a 'Spice', 'Kronic', 'Bonsai', 'Jamaica' o 'K2' i amb diferents denominacions químiques: CUMYL-PINACA, 5F-CUMYL-PINACA, XLR-11, PB-22, AB-FUBINACA, MAB-CHMINACA o 5F-AMB), s'acumulen amb major facilitat que els cannabinoides naturals a zones cerebrals riques en el receptor cannabinoide CB1, es consideren particularment epileptogènics i també una causa potencial d'ictus.
El cannabidiol, per contra, sembla tenir en models in vitro un efecte protector davant els efectes lesius que provoquen els ictus isquèmics en la BHE.

### Cocaïna
La cocaïna (la presentació més comuna entre els consumidors habituals és el clorhidrat de cocaïna) afecta el funcionament de la BHE de formes diferents. Provoca un conjunt de senyals químiques que estimulen la inducció de la cadena del factor de creixement derivat de les plaquetes subunitat B (en anglès: Platelet-derived growth factor subunit B o PDGF-B), que es un regulador principal en l'increment de la permeabilitat de la barrera. S'ha observat, en cultius cel·lulars, que concentracions micromolars de cocaïna trenquen amb gran rapidesa els complexos de les unions estretes interendotelials per la via de l'estrès oxidatiu, fet que comparteixen amb altres substàncies psicoestimulants. A més, origina efectes proapoptòtics en les cèl·lules endotelials i causa alteracions paracrines indirectes (en els mecanismes de transducció de senyals de les cèl·lules) que comporten una important activitat proinflamatòria mediada per citocines i quimiocines. Se sap que la prolidasa (un enzim cel·lular citosòlic) té un paper important en el trencament de les unions estretes de la BHE induït per la cocaïna, segons indiquen els resultats d'estudis experimentals.
La cocaïna utilitza de forma conjunta dos mecanismes per travessar la BHE, la difusió passiva i la difusió facilitada per transportadors. Es pensa que les característiques moleculars dels transportadors de membrana que actuen en dit procés poden tenir un paper important en el desenvolupament de l'addicció provocada per la substància.

### Kratom
El kratom (Mitragyna speciosa) és un arbre de la família de les rubiàcies que creix al Sud-est asiàtic, sobretot a Tailàndia i Malaisia. Les seves fulles han estat tradicionalment incloses en la farmacopea local per les seves propietats estimulants i narcòtiques, encara que el consum de kratom s'ha generalitzat en els darrers anys com a droga recreativa i s'han registrat morts ocasionades pel seu abús. Conté una gran varietat d'alcaloides psicoactius, el principal dels quals és un agonista opiaci, la mitraginina, que actua sobre receptors específics de la regió supraespinal del SNC. La substància creua ràpida i fàcilment la BHE, sense alterar in vivo la funcionalitat de la mateixa. La seva lenta eliminació i l'avantatge de no lesionar directament la BHE són característiques que alguns autors consideraren útils pel tractament de la drogoaddicció als opiacis, però l'experiència obtinguda en el decurs dels darrers anys ha demostrat el fet que moltes vegades el seu consum amb aquesta finalitat comporta més riscos que beneficis. La ingestió conjunta de kratom i metamfetamina pot provocar un episodi de disrupció transitòria de la BHE acompanyat de leucoencefalopatia reversible com a conseqüència d'una hipertensió sobtada i del consegüent edema vasogènic.

### Estrès
L'estrès i les hormones alliberades durant aquesta reacció fisiològica també poden alterar el normal funcionament de la BHE, ja que la majoria de les cèl·lules que la formen tenen receptors per a glucocorticoides, hormona alliberadora de corticotropina (HAC) i adrenalina. Diversos treballs demostren un augment de la permeabilitat de la barrera després d'un estrès agut. En rates i en cultius cel·lulars porcins diversos tipus d'estrès intens faciliten creuar la barrera a traçadors com el blau d'Evans o el blau tripà per molts llocs: neocòrtex, cerebel, hipocamp, nucli caudat, diencèfal o tronc encefàlic. L'estrès activa l'eix hipotalàmic-hipofisiari-suprarenal i la producció d'HAC, induint la resposta proinflamatòria cerebral. Experimentalment, l'estrès crònic perinatal (prenatal o postnatal) retarda el desenvolupament funcional de la BHE. En murins, aquest efecte s'observa en ratolins sotmesos a separació precoç forçada de les seves mares i en fills de rates que viuen en condicions estressants durant la gestació.

## Diagnòstic en medicina humana

### Ressonància magnètica amb contrast

El Gd-DTPA no pot passar una barrera hematoencefàlica sana, ja què és molt hidrofila

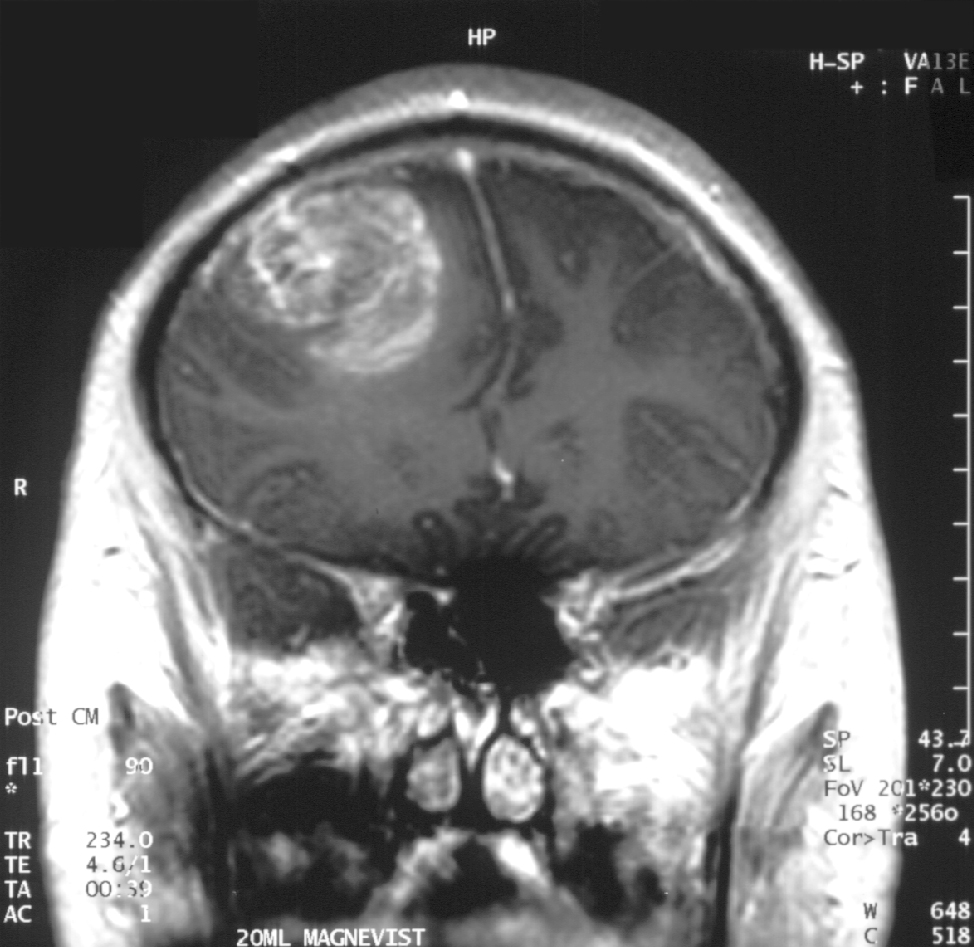
RM coronal amb 20 ml de Gd-DTPA sobre un glioblastoma. L'àmbit del tumor esdevé visible per l'entrada de l'agent de contrast a través de la part lesionada de la barrera hematoencefàlica de l'hemisferi cerebral dret (regions clares, a la part esquerra)

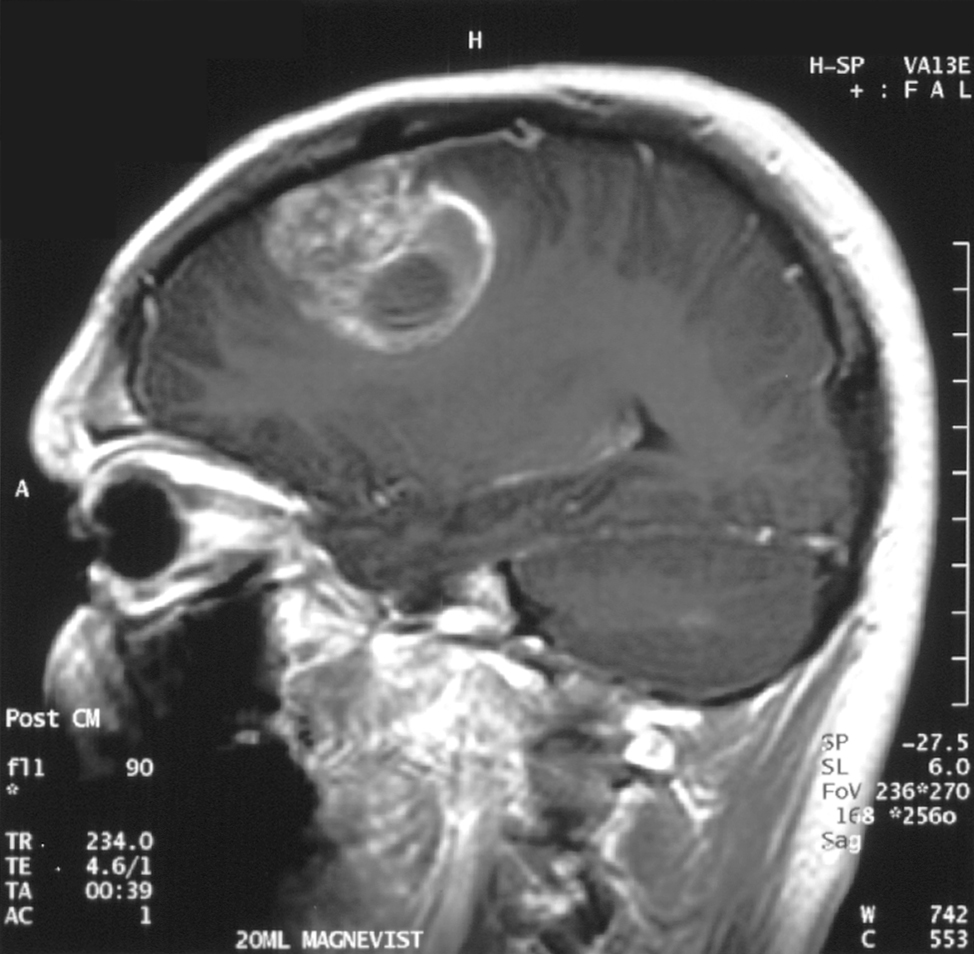
Mateix pacient amb una vista sagital del cervell

El primer agent de contrast desenvolupat per a la RM va ser el gadolini (Gd). A causa de la seva toxicitat, ha de ser embolcallat (quelació) amb una molècula de DTPA (en anglès: Diethylene Triamine Pentaacetic Acid). Així es va obtenir el Gd-DTPA el 1984, que tenia el potencial d'obtenir ressonàncies magnètiques reforçades, amb adequats nivells de sensibilitat i especificitat per al diagnòstic de lesions locals en la barrera hematoencefàlica. La molècula de Gd-DTPA és molt polar i -en consecuència- massa hidròfila per a poder creuar una barrera hematoencefàlica sana. Les modificacions de les unions estretes, com poden ser les causades per un glioblastoma, permeten el transport paracel·lular del mitjà de contrast en el teixit cerebral. Una vegada aquí, el contrast s'enforteix per la seva interactió amb els protons de l'aigua circumdant, fent possible l'avaluació dels defectes de la barrera hematoencefàlica. Atès que són els vasos responsables d'alimentar el tumor els que es veuen afectats per raó de la seva proximitat immediata, es pot apreciar l'extensió tumoral.
Mitjançant la determinació del temps de relaxació en la RM es pot quantificar la quantitat de Gd-DTPA en el teixit cerebral.
En cas d'un accident cerebrovascular agut, el dany a la barrera hematoencefàlica pot ser diagnosticat igualment amb una RM millorada amb un agent de contrast. Una variant d'aquest mètode, anomenada en anglès DCE-MRI (Dynamic Contrast-enhanced Magnetic Resonance Imaging) és molt útil per l'estudi de les subtils alteracions de la BHE, com les relacionades amb el accident isquèmic transitori cerebral, inclús del tipus silent. Aquesta tècnica permet apreciar també els canvis en la BHE provocats experimentalment per refredament focal de zones cerebrals. Una de les aplicacions recents de la RM amb Gd-DTPA és la visualització dels canvis de la BHE durant el tractament radioteràpic dels gliomes.

### Altres mètodes d'imatgeria
Gràcies a l'ús de traçadors marcats amb un element radioactiu, que normalment no passen a través de la barrera hematoencefàlica, també es poden dur a terme investigacions sobre el seu funcionament en els humans. Les tècniques a emprar poden ser la tomografia computada per emissió de fotó simple o Single Photon Emission Computed Tomography (SPECT), o bé la tomografia per emissió de positrons o Positron Emission Tomography (PET), en anglès, abans comentada.
Per exemple, en pacients que pateixen un accident cerebrovascular agut es pot demostrar i mesurar un augment en la captació de 99mTc quelatat per l'hexa-metil-propilè-amina-oxima (HMPAO), substància coneguda com a exametazina de tecneci. L'ús combinat de SPECT i ressonància magnètica de contrast dinàmic millorat (en anglès: Dynamic Contrast Enhanced-Magnetic Resonance Imaging o DCE-MRI) ha demostrat ser un procediment valuós per valorar els danys secundaris soferts per la BHE després d'un traumatisme cerebral. L'estudi dels detalls d'aquests danys podria donar dades d'interès per lliurar eficaçment fàrmacs en el SNC de dit tipus de pacient que milloressin el seu estat.
A través d'una tomografia computada, també és possible quantificar els defectes de la barrera hematoencefàlica mitjançant la difusió de líquids de contrast apropiats fora dels capil·lars.

## Història del descobriment de la barrera hematoencefàlica

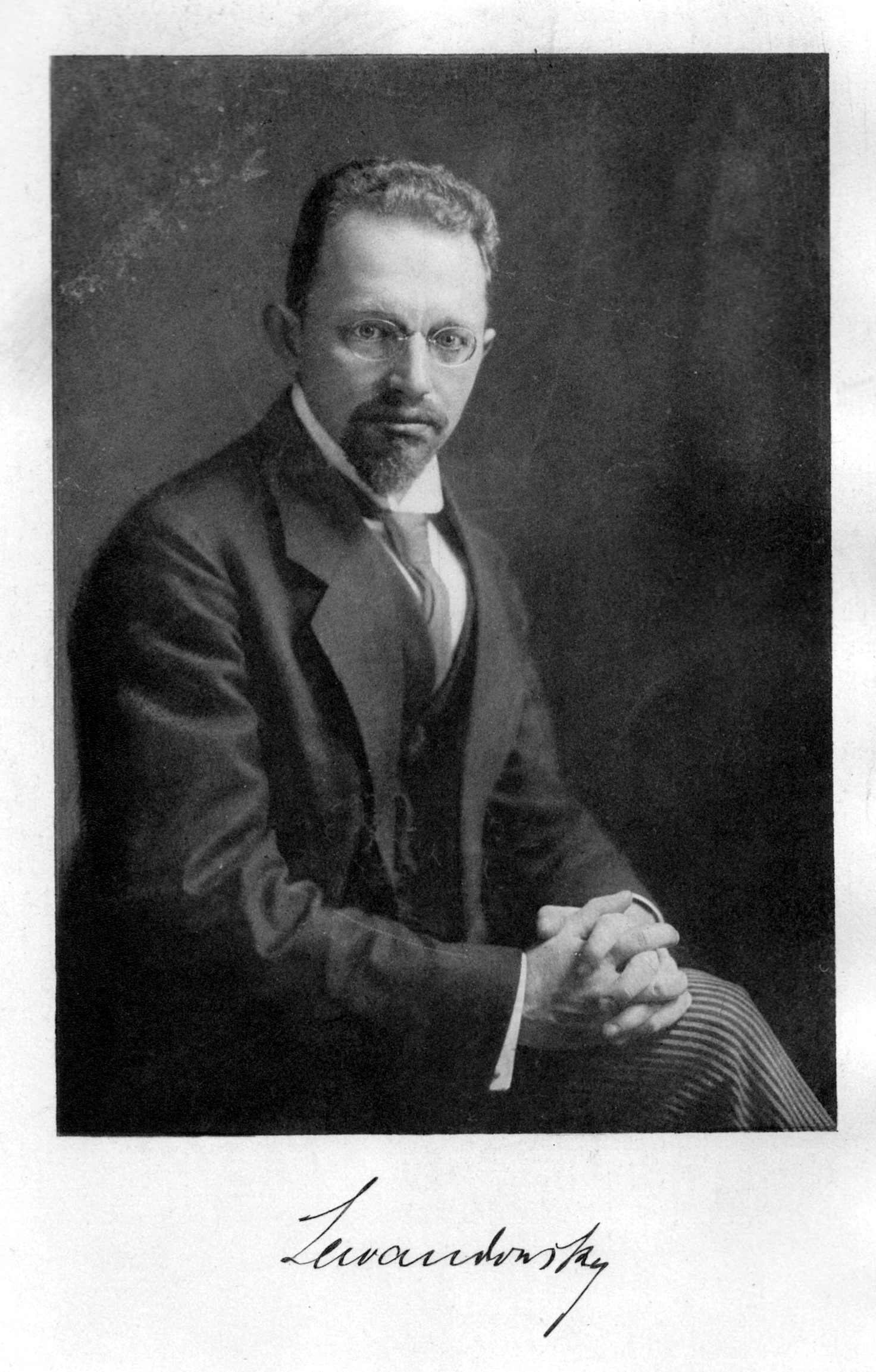
Max Lewandowsky

La primera prova de l'existència de la barrera hematoencefàlica l'obtingué el químic alemany Paul Ehrlich. El 1885, va descobrir que després de la injecció de colorants vitals solubles en aigua -com el blau de metilé- en el torrent sanguini de rates, tots els seus òrgans s'havien acolorit, excepte el cervell i la medul·la espinal.
El 1904, Ehrlich va arribar a una conclusió falsa, pensant que la causa d'aquest descobriment era una baixa afinitat del teixit cerebral pel contrast injectat.
El 1909, Edwin Goldmann, un excol·laborador de Paul Ehrlich, va injectar per via intravenosa un tint sintetitzat cinc anys abans per Ehrlich, el blau de tripà -un colorant azoic derivat del toluè-, partint dels primers experiments de Franke. Llavors es va observar que els plexes coroides, a diferència del teixit cerebral que els envolta, s'acolorien intensament. El 1913, va injectar la substància directament en el líquid cefalorraquidi de gossos i conills. Goldmann va concloure que el líquid cefalorraquidi i els plexes coroides tenien una funció important en el transport de nutrients en el sistema nerviós central. A més, va sospitar que existia una barrera contra les substàncies neurotòxiques.
El 1898, Arthur Biedl i Rudolf Kraus varen dur a terme experiments amb l'àcid gàl·lic. Aquest compost va resultar no tòxic administrat en la circulació general. Però la seva injecció en el cervell era neurotòxica, amb reaccions adverses que podien conduir al coma.
El 1900, Max Lewandowsky va fer servir en experiments similars, el ferrocianur de potassi i va arribar a conclusions semblants a les de Biedl i Kraus. Lewandowsky va encunyar en aquesta ocasió i per primera vegada, el concepte de "barrera hematoencefàlica".

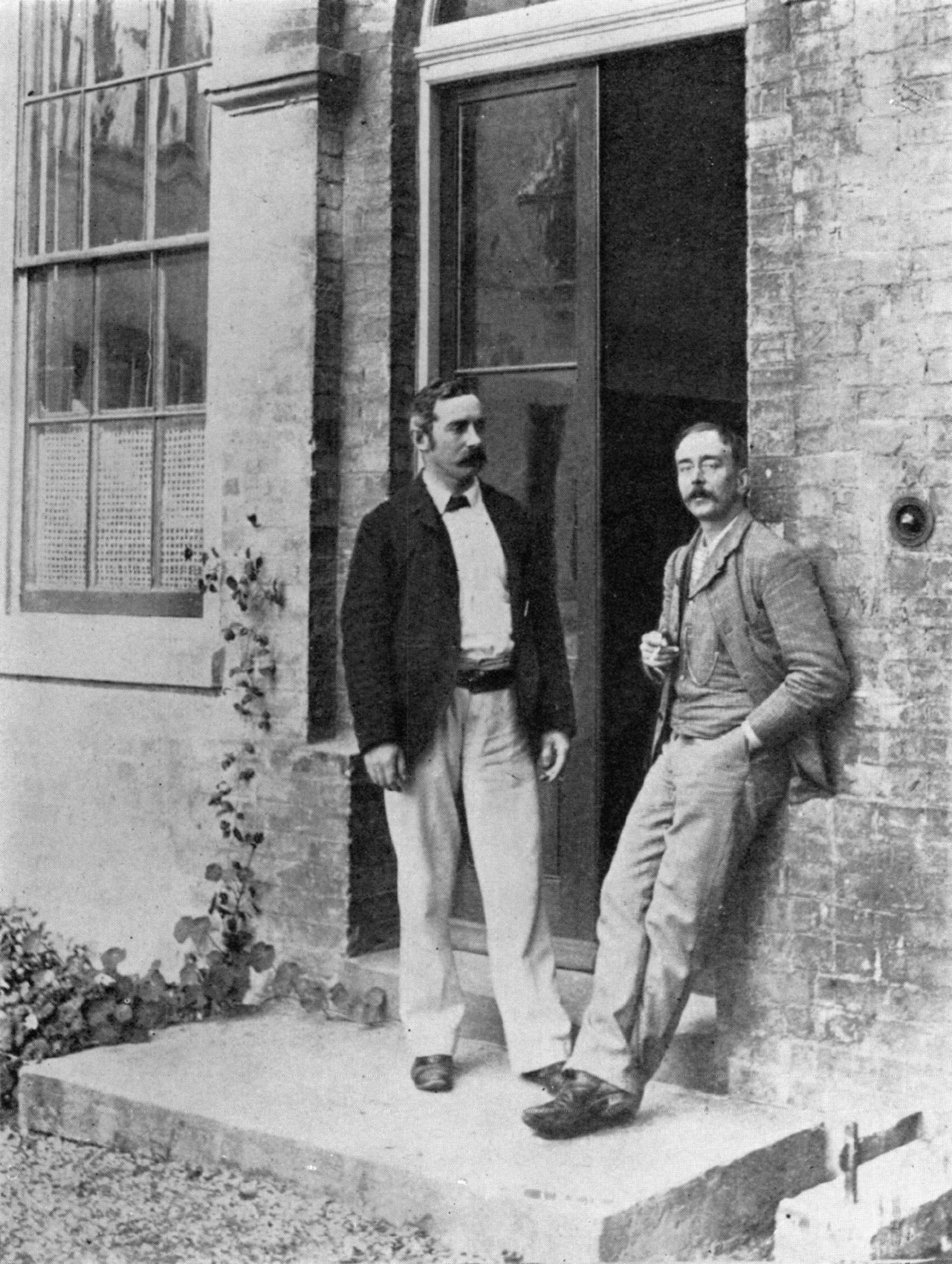
Charles Smart Roy i Charles Scott Sherrington en 1893 a Cambridge

El 1890, Charles Smart Roy i el futur Premi Nobel de Medicina, Charles Scott Sherrington, varen teoritzar que el cervell tenia un mecanisme intern per a fer coincidir el reg vascular amb les variacions locals de l'activitat:
| « | El cervell té un mecanisme intrínsec pel qual el subministrament vascular pot variar localment en correspondència amb les variacions locals de l'activitat funcional. | » |

L'any 1920, Dawson i Evans van desenvolupar una tinció (blau d'Evans) que -amb diverses modificacions- ha estat emprada fins ara per estudiar la permeabilitat de la BHE.
Lina Stern (26 d'agost de 1878 - 7 de març de 1968), la primera dona membre de l'Acadèmia de Ciències de Rússia, va fer destacables contribucions a la investigació sobre la barrera hematoencefàlica, anomenada com a tal per ella l'any 1921. Durant les dècades de 1920 i 1930, Stern desenvolupà en diversos treballs la noció del paper dual de la BHE com a element protector i de regulació metabòlica del cervell i introduí els conceptes de 'resistència' i 'selectivitat' aplicats a les funcions de la barrera.
La diferència entre la barrera hematoencefàlica i la barrera hematocefalorraquídia va ser apreciada el 1930 per Friedrich Karl Walter i Hugo Spatz. Van proposar que el flux de líquid cefalorraquidi era per si mateix insuficient per garantir l'intercanvi de gasos en el sistema nerviós central.
Si bé els experiments de Goldmann i Ehrlich havien apuntat cap a la presència d'una barrera entre la circulació sanguínia i el sistema nerviós central, no fou fins a la dècada dels anys 60 del segle XX que es dissiparen els darrers dubtes sobre la seva existència. Un punt feble dels experiments de Goldmann era perquè la sang i el líquid cefalorraquidi -els dos líquids en els quals havia injectat els colorants- tenen diferències considerables, fet que podria haver influït sobre el comportament de la difusió del colorant i l'afinitat pel teixit nerviós.
La comprensió d'aquest punt encara es va tornar més difícil en constatar experimentalment que els colorants azoics bàsics acolorien el teixit nerviós -travessant per tant la barrera-, mentre que els colorants àcids no la podien creuar. Ulrich Friedemann va proposar l'any 1942 que les propietats electroquímiques dels colorants eren les responsables d'aquest fenomen: els capil·lars cerebrals eren permeables a les substàncies neutres o de pH superior al de la sang, i impermeables a les altres.
Aquesta hipòtesi es va demostrar insuficient quan, posteriorment, varen fer-se assaigs sobre la capacitat de penetració de la barrera d'un gran nombre de substàncies. Els models d'explicació més recents han introduït i sotmès a discussió tota una sèrie de nous paràmetres: la massa molar, la grandària de la molècula, les afinitats d'enllaç, les constants de dissociació, el caràcter lipòfil, la càrrega elèctrica, i les seves diverses combinacions.
La comprensió actual de l'estructura bàsica de la barrera hematoencefàlica es fonamenta en l'observació amb microscopi electrònic de cervells de ratolins, feta a la fi dels anys 60. Thomas S. Reese i Morris J. Karnovsky van injectar per via intravenosa peroxidasa de rave rusticà (en anglès: horseradish peroxidase o HRP), als seus animals d'experimentació. Només van trobar l'enzim, utilitzant el microscopi electrònic, dintre de la llum dels capil·lars i dintre de les vesícules micropinocitaries de les cèl·lules endotelials. A l'exterior dels endotelis, dintre de la matriu extracel·lular, no van trobar peroxidasa. Van concloure que les unions estretes entre les cèl·lules endotelials eren les que impedien el pas de l'enzim cap al cervell.
L'any 1967, Davson i Olendorf varen demostrar el paper fonamental dels astròcits glials en el desenvolupament del fenotip especial de l'endoteli cerebral de la BHE.
El 1981, Stewart i Wiley, experimentant amb embrions quimèrics d'aus, demostraren que la formació de les unions estretes estava induïda per algun factor en el teixit nerviós del cervell en desenvolupament.
El 1985, científics britànics crearen el primer agent lipofílic capaç de creuar intacta la barrera i distribuir-se pel cervell d'acord amb el flux sanguini, la hexametilpropilamina oxima (HMPAO). Ja que podia ser marcat amb Tc-99m (compost que s'anomena exametazima), aquest descobriment representà un gran pas en el desenvolupament de traçadors per la tomografia computada per emissió de fotó simple i en l'estudi funcional de la BHE.
Des de la dècada de 1990, diferents grups d'investigadors -en especial el del suís Pierre Magistretti- han plantejat hipòtesis per determinar el paper exacte dels components de la BHE i les seves interaccions dintre del conjunt d'activitats fisiològiques dels sistema nerviós. Les noves tècniques d'imatge han demostrat que la BHE és la que permet la diferenciació metabòlica-funcional dels circuits en el SNC.
Al començament del segle xxi, un equip de recerca alemany, encapçalat per Rolf Dermietzel, va deixar palès el paper essencial dels perícits i dels astròcits en la funcionalitat de la barrera. Redzic, també a principis del present segle, va determinar les diferències i semblances biomoleculars entre la BHE i la barrera hemato-LCR.
A principis de la dècada de 2000 es van desenvolupar nous models animals per l'estudi de la permeabilitat i el transport de fàrmacs a través de la BHE, com ara els de Locusta migratoria, Drosophila melanogaster o Danio rerio.
L'any 2005 es va crear el Grup d'investigació de la Barrera Hematoencefàlica del Departament de Fisiologia de la Facultat de Farmàcia de l'UB.

## Darreres investigacions
El 2015, investigadors de l'IRB -amb la participació de científics del Institute for Stroke and Dementia Research de Múnic i del Instituto de Nanociencia de Aragón- varen publicat els seus treballs sobre el desenvolupament d'una petita proteïna (un pèptid de 12 aminoàcids) capaç de travessar la barrera i resistir les proteases (enzims que trenquen les proteïnes quan intenten creuar la barrera). Van modificar el pèptid -ja conegut- i el van unir a la transferrina, una proteïna que transporta el ferro que el cervell necessita i que travessa la barrera gràcies a receptors específics. Per verificar els seus experiments, fets en ratolins, van unir la molècula "llançadora" a una nanopartícula fluorescent, comprobant per mitjà de tècniques de neuroimatge que creuava la barrera hematoencefàlica.
Aquest descobriment obre la porta a afegir eficaçment a dita "llançadora" diferents substàncies adients per tractar malalties neurodegeneratives o tumors. Per exemple, s'està treballant a unir-la a un anticòs terapèutic per combatre el glioblastoma.
Un grup de recerca de l'IRB –coordinat pel Prof. Ernest Giralt- va demostrar la capacitat d'alguns pèptids presents en el verí d'abelles i vespes per creuar la barrera hematoencefàlica i treballa en el seu ús potencial com a transportadors de fàrmacs, amb resultats in vivo molt prometedors. Un peptidomimètic cíclic en particular (MiniAp-4), derivat de l'apitoxina apamina, presenta una gran capacitat per travessar la barrera sense la neurotoxicitat de la substància original. Membres de dit grup, juntament amb altres investigadors, han creat un mètode basat en l'espectrometria de masses per identificar en les biblioteques de pèptids molècules amb potencial utilitat transportadora a través de la BHE.
Científics del Centro de Biología Molecular Severo Ochoa–CSIC i de l'IRB desenvolupen conjuntament un projecte de teràpia gènica per a l'atàxia de Friedreich, consistent en creuar la barrera i introduir al nucli de les cèl·lules nervioses vectors –virals i no virals– còpies correctes del gen codificador de la proteïna frataxina, recoberts per pèptids “llançadora”, amb l'objectiu de normalitzar els nivells de frataxina i detenir els símptomes neurodegeneratius. En la malaltia de Machado-Joseph, l'atàxia espinocerebel·losa hereditària autosòmica dominant mès comuna, les investigacions realitzades sobre mostres humanes post mortem juntament amb les obtingudes d'un grup de ratolins modificats transgènicament segons un model dissenyat ex professo i d'un altre de tipus estàndard indiquen que la disrupció de la BHE és una de les principals característiques neuropatològiques d'aquest procés ara per ara intractable.
Els tumors de cèl·lules glials–que tenen una baixa taxa de supervivència-, són actualment l'objectiu de moltes línies de recerca orientades a rodejar, obrir o traspassar la barrera hematoencefàlica. Alguns autors proposen l'obertura osmòtica forçada de la barrera com un procediment vàlid per tractar o controlar la progressió de tumors cerebrals primaris o metastàsics.
Els possibles efectes a nivell molecular d'obrir la barrera amb la tècnica d'ultrasons focalitzats i microbombolles, són motiu a hores d'ara d'estudis molt detallats. Sembla que el mètode d'ultrasons focalitzats pot ser capaç d'aconseguir el pas de petites cèl·lules mare, anticossos, agents de contrast, proteïnes recombinants o altres fàrmacs nanotecnològicament preparats, alterant de forma temporal la BHE. En aquesta línia, la mesura de la cavitació acústica creada al emprar ultrasons focalitzats i microbombolles és una forma útil de controlar el volum de partícules terapèutiques que creua la BHE oberta i quantificar l'eficàcia del tractament. La intensitat i tipus de cavitació serveixen per determinar els possibles danys secundaris que aquest procediment pot provocar. La cavitació implosiva (freqüències de 20 a 100 Khz) és causa de microhemorràgies cerebrals. S'ha aconseguit, en animals, obrir la BHE reiteradament sense lesions o amb danys mínims. Un dispositiu específicament dissenyat per controlar la cavitació, basat en la transducció de la senyal ecoica de les microbombolles, regula la estabilitat d'aquestes i permet l'alliberament segur d'una dosi predefinida de doxorubicina liposomal en el cervell de models murins amb gliomes. També, la caracterització acurada dels diferents tipus de microbombolles creades fins ara i la de la persistència de l'efecte que ocasionen en la BHE, és un pas més en el perfeccionament del mètode. Per tractar el glioblastoma evitant la destrucció no desitjada de teixits es combinen els ultrasons d'alta energia focalitzats i la termometria per ressonància magnètica, la qual incorpora un sistema automàtic de control en temps real retroalimentat que fa possible mantenir estable una temperatura predefinida en una zona del cervell, suficient per induir sense perills l'obertura de la BHE. Aquesta combinació de tecnologies permet lliurar dins del tumor cèl·lules mare modificades per secretar selectivament citocines antitumorals.
Experiments in vitro i in vivo han posat de manifest la capacitat dels nanotubs de carboni de travessar la barrera, passiva i activament. Això fa que se’ls consideri bons nanotransportadors potencials de substàncies terapèutiques.
Fins a 2015, no s'ha demostrat de forma concloent la possible toxicitat dels nanotubs de carboni sobre el teixit nerviós. Aquests nanotubs especialment dissenyats, anomenats f-MWNTs (en anglès: functionalized Multiwalled Carbon Nanotubes), podrien tenir aplicació clínica en el tractament dels gliomes. Ara bé, estudis de 2017 indiquen que els MWNTs inhalats travessen amb gran facilitat la BHE per via sèrica i que ocasionen canvis inflamatoris en les cèl·lules glials (en especial micròglies i astròcits). Aquesta circumstància obliga a desenvolupar dissenys més acurats de les futures modificacions en dits nanotubs per utilitzar-los sense risc com a transportadors de fàrmacs.
Les nanopartícules mesopopores de silici han demostrat, també in vitro i in vivo, que poden travessar sense efectes indesitjats la barrera hematoencefàlica per la via del transport transcel·lular, fet que fa que siguin valorades com bones plataformes per portar fàrmacs i/o agents marcadors dintre del cervell i actuar alhora com a eines teranòstiques (terapèutiques i diagnòstiques). S'ha observat in vitro que una concentració excessiva de certes nanopartícules té efectes nocius sobre la BHE. Les nanopartícules amb més neurotoxicitat potencial són les de selenur de cadmi i les de negre de carbó.
L'ús de liposomes modificats com transportadors de substàncies, per la seva potencial capacitat de creuar la BHE, és una estratègia encara per desenvolupar amb eficàcia que podria ser important en el tractament de diferents malalties cerebrals. Experimentalment, transportadors pegilats liposomals d'àcid 4-hidroxibenzoic i de pèptids cíclics capaços d'adherir-se a la superfície liposòmica, mostren una alta activitat contra el glioblastoma.
S'ha experimentat amb diferents compostos surfactants bioadhesius (polisorbat 80, poloxàmer 188 o derivats de l'alcohol polivinílic) que podrien solubilitzar els lípids de la membrana de les cèl·lules endotelials i afavorir el pas de partícules terapèutiques.
Una altra línea de recerca és la utilització de nanopartícules electro-magnètiques (carregades de força electromagnètica i biocompatibles) per superar la barrera i lliurar els fàrmacs desitjats. S'ha comprovat in vitro la capacitat d'aquest tipus de nanopartícules, controlades remotament, per transportar compostos antiretrovirals. També s'ha experimentat in vitro l'ús de nanopartícules superparamagnètiques optimitzades d'òxid de ferro com un nou tipus de tranportadors. Un aspecte encara per aclarir és el possible comportament advers de dites nanopartícules, en especial si interactuen amb un camp magnètic extern. Ara per ara, es desconeixen els efectes a llarg termini sobre determinades estructures intracerebrals d'una acumulació important i crònica de partícules d'òxid de ferro. Treballs experimentals ha demostrat -en ratolins- que els dendrímers poliamidoamínics (un tipus de macromolècules sintètiques), travessen la BHE després de ser injectats a la caròtide i podrien ser emprats com una plataforma poc agressiva pel nanotransport de substàncies.
Un camp de treball innovador és la creació d'anticossos monoclonals anticlaudina-5, els quals podrien ser emprats en futurs sistemes de lliurament de fàrmacs dins del SNC basats en la modulació, més que en la disrupció, del segellament que formen les unions estretes.
Estudis in vitro indiquen que derivats del grafè podrien ser vehicles útils per creuar, de forma transitòria, la BHE. En ratolins, la toxicitat sistèmica de l'òxid de grafè reduït sembla poc significativa i els seus efectes sobre el funcionament neural autolimitats. Per contra, s'ha observat in vivo i in vitro que les nanopartícules de la mateixa substància recobertes de polietilenglicol lesionen seriosament els astròcits i les cèl·lules endotelials de la BHE.
Nanopartícules lipídiques sòlides modificades per un monoterpè bicíclic, el borneol, extret de la planta Dryobalanops aromatica, pertanyent a la família de les dipterocarpàcies, mostren in vivo i in vitro propietats adequades per ser potencialment emprades com transportadores de substàncies a través de la BHE.
Els nanodiamants (partícules esfèriques de carboni amb una mida de 5–6 nm), són un material biocompatible i no tòxic considerat un eficaç transportador de substàncies. Per això, s'estudia utilitzar-los per lliurar efavirenz (un inhibidor de la transcriptasa inversa no anàleg dels nucleòsids) en el SNC de malalts infectats pel VIH-1 en quantitats terapèutiques, sense alterar la plasticitat neuronal ni ocasionar les lesions tòxiques en les cèl·lules endotelials i la subsegüent pèrdua d'integritat de la BHE que provoca l'exposició d'aquesta estructura a aquest fàrmac quan no està recobert de forma adequada.
L'ús de tècniques amb làser hipertèrmic (en anglès: Laser Interstitial Thermal Therapy o LITT) s'ha demostrat eficaç per tractar certs tumors cerebrals, aconseguint trencar temporalment la BHE peritumoral, fet que fa considerar el procediment com una possible via quirúrgica poc invasiva per transportar fàrmacs. Experimentalment, la combinació a dosis molt determinades de radiació làser i una substància fotosensibilitzadora (àcid 5-aminolevulínic, un precursor del grup hemo emprat en tractaments fotodinàmics antineoplàsics), permet obrir de forma reversible i segura la barrera. Un augment de la radiació i/o de la quantitat de fotosensibilizant no comporta una major permeabilitat de la BHE i provoca danys d'importància en el teixit cerebral.
Investigadors de la Universitat de Cambridge han publicat treballs in vitro sobre els transportadors iònics presents a les cèl·lules endotelials de la barrera hematoencefàlica, la diferent permeabilitat de la mateixa als fluids segons el gradient osmòtic i la funció dels peus astrocítics, que ajuden a una millor comprensió del seu funcionament en detall.
Aprofitant els sistemes de transport per mitjà de receptors, es podrien lliurar substàncies a través de la BHE emprant anticossos monoclonals específics contra el receptor de transferrina. La transferrina i la subunitat pesada de la ferritina, la ferritina H, són les proteïnes encarregades de portar el ferro cap al cervell travessant la BHE i la seva disfunció es relaciona amb diversos processos neurodegeneratius. Per ara, no s'ha aconseguit fabricar compostos terapèutics amb característiques similars a dites proteïnes i destinats a tractar malalties del SNC causades per dèficit de ferro que creuin eficaçment la barrera.
S'ha demostrat que les membranes internes –luminals– i externes –abluminals– de les cèl·lules endotelials actuen de forma activa i complementària per mantenir constant el nivell d'aminoàcids al SNC, estudiant els mecanismes de control del flux d'entrada i sortida del glutamat emprats per la BHE. L'entrada de glutamina i glutamat està regulada de forma molt restrictiva per un mecanisme de difusió facilitada, ja que un excés d'aquests aminoàcids no essencials i rics en nitrogen augmenta la osmolaritat considerablement i és un dels factors implicats en l'origen de diverses encefalopaties. La sortida del SNC de dites molècules depèn de sistemes de transport actiu específics.
Nous avanços en el camp de la microscòpia òptica de super-resolució, desenvolupats per Betzig, Hell i Moerner (Premis Nobel de Química 2014), han fet possible observar les partícules presents a les cèl·lules a nivell "nanoscòpic" (1-100 nm de diàmetre). En especial, la tècnica d'esgotament de l'emissió estimulada (en anglès: Stimulated Emission Depletion o STED) és una alternativa útil per estudiar en detall el funcionament de les unions estretes de la BHE. Un grup de recerca de l'empresa farmacèutica Roche ha estudiat els mecanismes selectius dels microtúbuls intracel·lulars endotelials en la regulació de la transcitosi i l'organització dels sistemes de transport actiu, emprant de forma combinada models matemàtics, STED i els nous instruments de microscòpia d'expansió, considerant en les seves conclusions que -segons les troballes obtingudes- la manipulació biogenètica de dits microtúbuls podria obrir una via de treball diferent per lliurar fàrmacs a través de la BHE.
L'annexina A1 (un potent antiinflamatori emprat en el tractament de l'esclerosi múltiple o de la malaltia d'Alzheimer) ha demostrat tenir efectes reparadors dels danys soferts per la BHE en diferents circumstàncies.
Es coneix la capacitat neuroprotectora dels ful·lerenols (derivats hidrosolubles del ful·lerè C60), gràcies a la seva acció "netejadora" dels radicals lliures. Estudis recents realitzats per investigadors alemanys en cèl·lules endotelials cultivades de rosegador indiquen que podrien millorar els danys causats a la microvasculatura de la BHE per l'estrès oxidatiu derivat d'alteracions inflamatòries.
Investigadors nord-americans han descrit, segons models experimentals, els efectes de la sobrepressió derivada de les ones de xoc sobre la BHE. Dita sobrepressió augmenta anormalment la permeabilitat de la barrera, fet que -en unió amb la variació de la pressió intracraneal- comporta el desenvolupament d'una lesió traumàtica cerebral. S'aprecien paral·lelismes interessants entre els canvis soferts per la BHE en aquests casos i els observats prèviament per altres científics en relació amb els induïts per l'acció de les microones (veure punt 8.3). Estudis recents, emprant rates de laboratori, demostren que la intoxicació subaguda per metilmercuri (MeHg) provoca danys en la BHE al modificar l'expressió del factor de creixement de l'endoteli vascular. El MeHg és liposoluble i una vegada absorbit pel tracte gastrointestinal i difós per la sang (on té una vida mitjana de 44-80 dies) travessa fàcilment la barrera. Dins del cervell el MeHg es desmetila a mercuri inorgànic i forma complexos no solubles amb el seleni que es mantenen durant anys. L'exposició a l'azida de sodi (una substància que, a banda de les seves aplicacions industrials, s'utilitza com a conservant de mostres i reactius en hospitals i laboratoris) i especialment als seus derivats gasosos, trenca la integritat funcional de la BHE i ocasiona la mort de les cèl·lules endotelials.
En relació als efectes tòxics soferts per la BHE a conseqüència de l'acció produïda per certes substàncies, alguns experts adverteixen del risc a l'hora de considerar els resultats d'estudis sobre la barrera d'exemplars juvenils d'animals de laboratori com a referència per avaluar la possible seva acció tòxica en la BHE infantil o fetal, posant l'accent en la diferencia de maduresa entre elles. Per exemple, la maduresa de la BHE d'un nounat és equiparable a la de un ratolí de 14 dies de vida.
Científics del Georgetown University Medical Center han demostrat que alts nivells de l'apolipoproteïna E4 impedeixen la normal reparació de la BHE després d'una lesió cerebral traumàtica. El fet indica que la presència de l'al·lel APOE4 comporta una varietat de respostes cel·lulars que retarden el tancament de la barrera una vegada produïda la lesió i pot explicar la difícil recuperació dels portadors de l'APOE4 que pateixen un traumatisme cranioencefàlic greu. Aquestes dades donen suport a la investigació de teràpies genotípiques especialment centrades en la BHE que millorin el curs dels malats que sofreixen un dany cerebral de dites característiques.
Les millores de les tècniques de cultiu de cèl·lules endotelials, les investigacions per crear noves càpsides transportadores a semblança de les dels adenovirus o el desenvolupament de biomarcadors sèrics/LCR amb més eficàcia per a travessar la BHE, són línies de recerca actuals de gran importància.
L'estudi del transcriptoma i les anàlisis funcionals de cèl·lules endotelials derivades dels microvasos de cervells afectats per la malaltia de Huntington demostren l'existència d'anomalies intrínseques en l'angiogènesi, causants de determinats defectes en la BHE o relacionades amb ells, no presents en les cèl·lules control sense aquest trastorn.
Es treballa amb diferents tipus cel·lulars amb capacitat transportadora, derivats de cèl·lules mare pluripotents, per aconseguir in vitro un model funcional de la BHE. En particular, l'ús de cèl·lules mare pluripotents induïdes permet generar versions normals i anormals dels diferents tipus cel·lulars que conformen la barrera, les quals poden ser emprades per identificar en ells els defectes específics responsables de la disfunció de la BHE en diverses malalties i també per mesurar la resistència elèctrica de certs components vasculars de la barrera sotmesos a condicions adverses.
Les infeccions víriques amb afinitat pel teixit nerviós tenen uns alts nivells de morbiditat i mortalitat. Per aquest motiu, una línia de recerca gran interès és la creació d'un model 3D de cèl·lules endotelials cultivades de la BHE humana que ajudi a identificar els mecanismes emprats pels flavivirus (com el ZIKV o el virus del dengue) i altres grups de virus d'ARN per creuar-la i accedir al SNC. La ruptura de les unions estretes apicals per determinades citocines proinflamatòries podria facilitar la transmigració de monòcits infectats des de la microvasculatura als astròcits. Per contra, altres membres de la família Flaviviridae com el virus de l'encefalitis transmesa per paparres, semblen (almenys en estudis in vitro) tenir la capacitat de travessar la BHE sense alterar la seva estructura. La infecció per aquest virus no provoca canvis en l'expressió de les proteïnes claus pel funcionament de les unions estretes ni modifica molecularment la integritat de les cèl·lules endotelials. Simplement, el virus creua la BHE per via transcel·lular i -en aparença i d'acord amb els coneixements actuals- no compromet les propietats adhesives de la barrera. Investigadors brasilers indiquen que el ZIKV -abans d'accedir al SNC- infecta, activa i travessa les cèl·lules endotelials sense trencar la BHE. Partint d'aquesta dada, un nou treball in vitro canadenc basat en un model de BHE humana creat amb cèl·lules mare pluripotents, no va detectar alteracions en la integritat de la barrera després de la infecció pel virus. Una vegada infectades les cèl·lules endotelials, el ZIKV les travessa i es alliberat fora de la seva superfície abluminal. És possible també que algunes partícules virals puguin creuar les unions estretes de la BHE per diapedesi paracel·lular sense lesionar-la, una via similar a la utilitzada per les cèl·lules T. Ja que el ZIKV indueix l'activació inflamatòria de les cèl·lules endotelials cerebrals, es creu que té la capacitat d'afectar diferents trets protectors de la barrera alhora, incloent els mecanismes de transport. i de control de la resposta immune. El SARS-CoV-2 té un destacat tropisme per les cèl·lules endotelials de la BHE, a les quals infecta per via hematògena provocant en elles danys de manera directa. A més, genera una resposta inflamatòria incontrolada que també ajuda a trencar les unions estretes. Ambdós mecanismes semblen ser uns dels factors responsables de les lesions cerebrals que es veuen en determinats casos de COVID-19.
Noves plataformes de recerca, com la tecnologia d'impressió 3D, els sistemes tridimensionals de cultiu cel·lular o els dispositius de microfluids, es consideren eines molt útils per crear models d'estudi experimental de la BHE. Particularment, els avenços en tecnologia microfluídica han permès progressar en el desenvolupament de bioxips que integren representacions de la BHE i mètodes d'assaig, aconseguint així un mètode de gran eficàcia per la selecció in vitro de fàrmacs que facilitin la teràpia personalitzada de diversos trastorns neurològics.
Amb l'objectiu d'investigar els complexos processos relacionats amb la substància amiloide present en la malaltia d'Alzheimer, s'ha desenvolupat un nou model de BHE emprant mètodes de bioenginyeria per construir vasos en tres dimensions partint de cèl·lules musculars humanes i cèl·lules mare endotelials. Aquest avenç pot ser també un procediment clau per entendre millor altres trastorns neurodegeneratius. L'espectroscòpia dinàmica d'infraroig proper amb contrast millorat s'ha emprat per quantificar la permeabilitat de la barrera en models murins. Experiments fets també en ratolins semblen indicar que la melatonina podria tenir efectes beneficiosos sobre determinades disfuncions de la barrera relacionades amb l'envelliment.
L'electroencefalografia de corrent directa possibilita apreciar en temps real la durada de la disrupció provocada en la BHE per l'administració intraarterial de mannitol amb finalitats terapèutiques. L'anàlisi topogràfic de les dades d'aquest tipus d'EEG permet localitzar i monitorar l'obertura induïda de la barrera en malalts anestesiats que reben quimioteràpia per tractar limfomes cerebrals primaris, minimitzant així el risc de problemes iatrogènics.
Ara per ara, malgrat els diversos mètodes emprats per creuar la BHE amb finalitats terapèutiques, el principal problema pels investigadors és fer arribar amb eficàcia els fàrmacs a punts o a cèl·lules específiques del cervell, sense lesionar física o químicament altres estructures de l'encèfal. Un altre punt motiu d'estudi és l'efecte que pot produir sobre el cervell i la BHE fetal l'administració en gestants d'alguns medicaments, com ara determinats analgèsics o antiinflamatoris. Con s'ha comentat abans, la barrera es forma en un període molt primerenc del desenvolupament embrionari humà i molts transportadors ABC tenen un alt nivell d'expressió en el cervell, els vasos i els plexes coroides de l'embrió, encara que es desconeix si aquest nivell d'expressió es correspon amb una capacitat d'exclusió funcional plena de la BHE embrionària davant diferents dosis de diferents fàrmacs. Si fos així, el cervell de l'embrió tindria una doble protecció, la de la BHE i la de la barrera placentària. El cervell dels nens prematurs, però, podria ser més vulnerable als efectes adversos dels medicaments que el dels nascuts a terme.
La naturalesa interdisciplinària de les investigacions relacionades amb la BHE ha comportat una diversificació dels camps d'estudi, de vegades excessivament compartimentada, que fa difícil integrar les aportacions de grups científics d'especialitats molt diverses dins d'objectius comuns i definits. Davant aquesta problemàtica, els experts posen l'accent en la conveniència de la formació de consorcis plurals de treball que facilitin l'optimització dels recursos i la captació de talents provinents d'àmbits fins ara considerats perifèrics.
L'ús de mètodes d'aprenentatge profund per identificar substàncies capaces de creuar la BHE ajuda en l'avaluació de la seva possible permeabilitat i pot ser un instrument de recerca que redueixi significativament la pràctica d'assajos clínics innecessaris, en especial quan es combina amb un model matemàtic capaç de determinar l'energia corresponent a la solvatació molecular de cada compost.